# Goldenes Buch (Magdeburg)

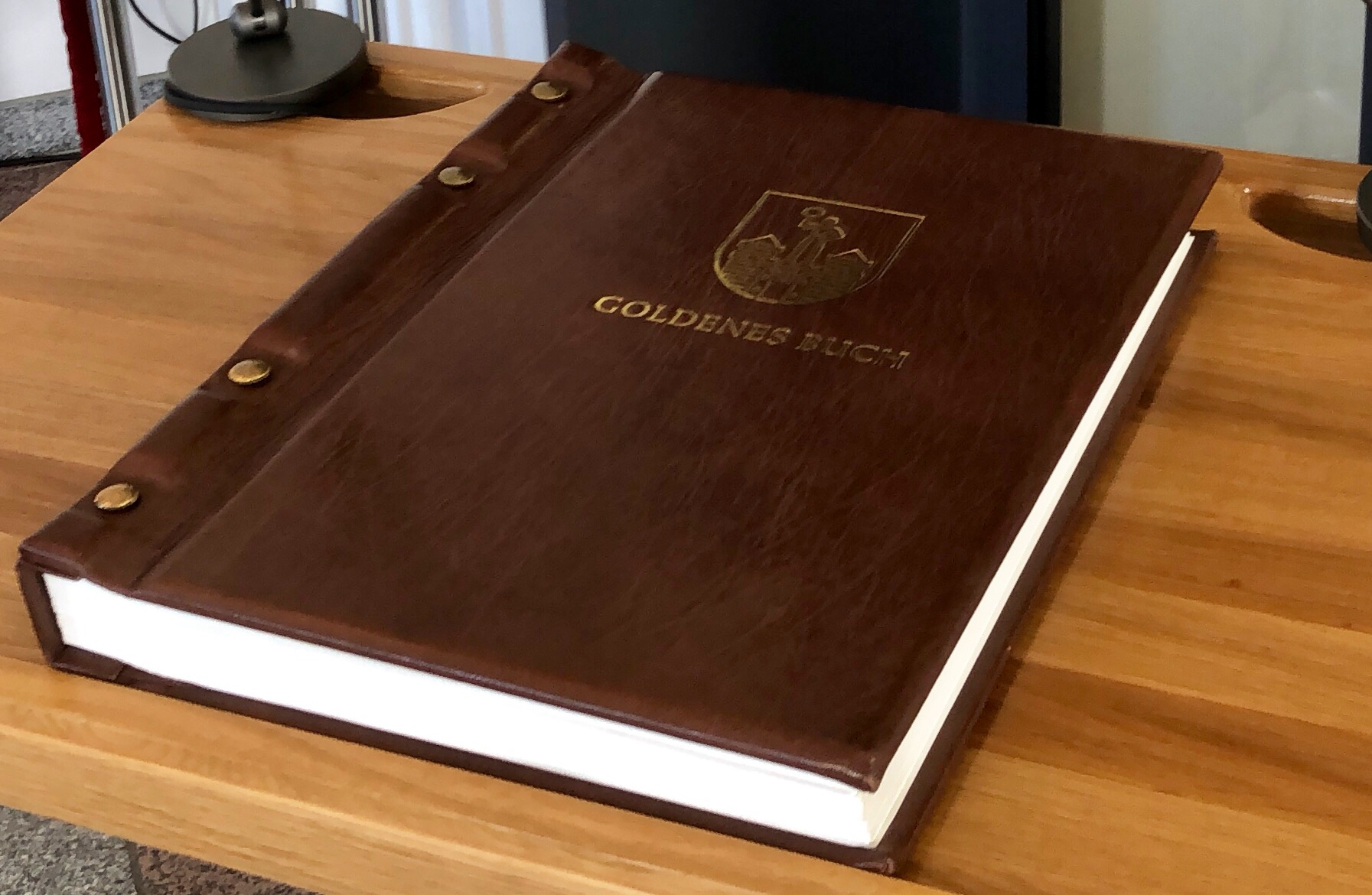
Goldenes Buch, 3. Band im Jahr 2018

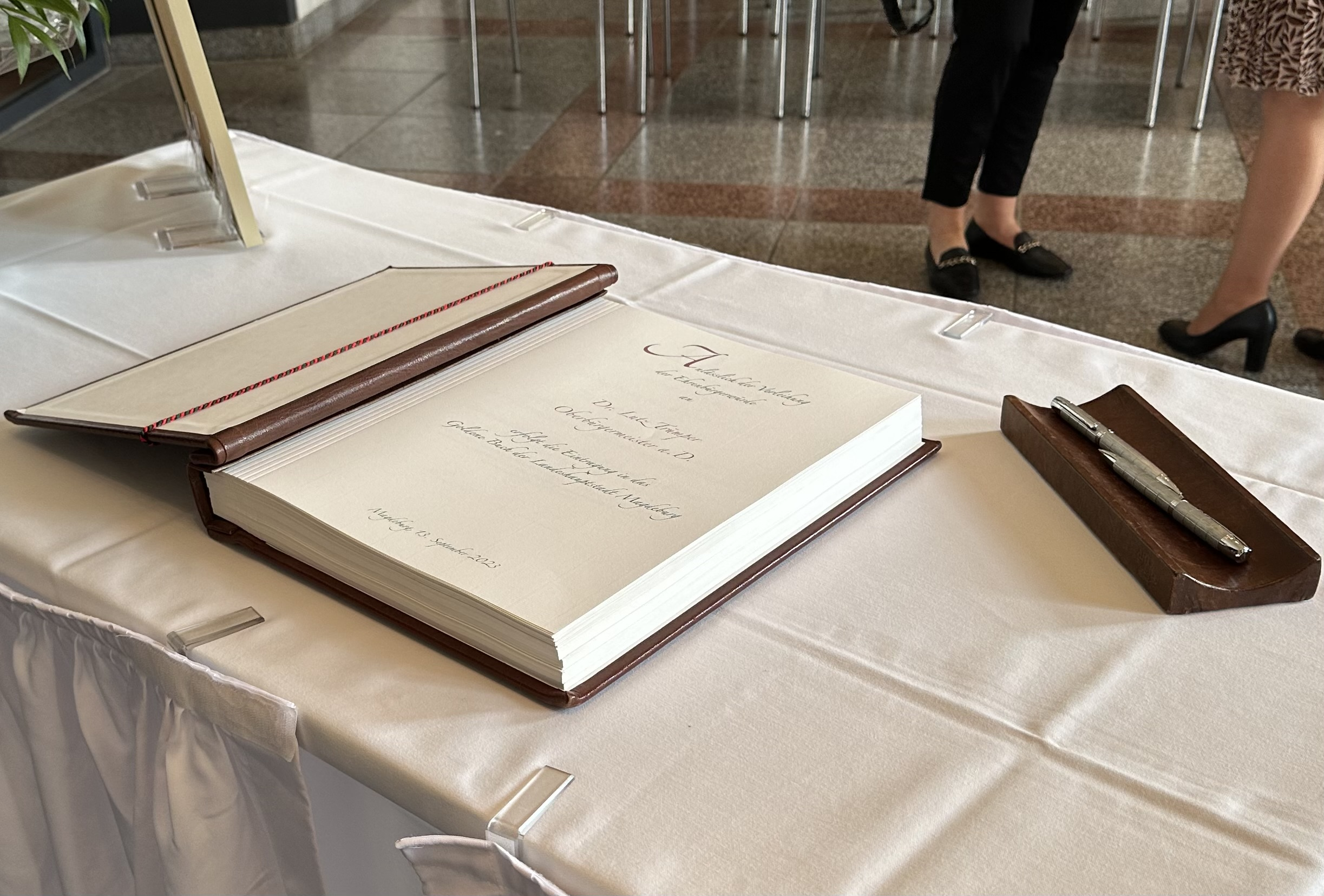
Zur Eintragung vorbereitetes Goldenes Buch, 2023

Das Goldene Buch ist das zur Eintragung der Ehrengäste oder in besonderer Weise zu ehrenden Bürger der Stadt Magdeburg vorgesehene Buch. Es wird im Rathaus Magdeburg geführt.

## Geschichte
Das Buch wurde am 10. Mai 1931 anlässlich des 300. Jahrestages der Zerstörung Magdeburgs im Dreißigjährigen Krieg durch das Verkehrs- und Ausstellungsamt der Stadt Magdeburg angelegt. Die erste Eintragung erfolgte durch die damaligen Mitglieder des Magistrats der Stadt unter Führung des Oberbürgermeisters Hermann Beims, der kurz darauf am 15. Mai 1931 in den Ruhestand trat. Gerhart Hauptmann war am 20. November 1932 dann der erste Gast der Stadt, der sich eintragen durfte.
Die von 1931 bis 1949 erfolgten Eintragungen sind jedoch heute nicht erhalten. Die entsprechenden Seiten gelten als nicht auffindbar. Insgesamt fehlen etwa 60 Seiten.
Von 1949 bis 1985 führte die Stadt Magdeburg ein Erinnerungsbuch, das zum Teil jedoch ebenfalls als Goldenes Buch bezeichnet wurde. 1985 und damit noch in der Zeit der DDR entschloss man sich jedoch das Goldene Buch von 1931 wieder fortzuführen. Die erste neue Eintragung erfolgte wieder an einem 10. Mai mit der 1985 vorgenommenen Eintragung des Ehrenbürgers Igor Belikow. Bis zum Tag der deutschen Wiedervereinigung am 3. Oktober 1990 erfolgten elf Eintragungen. Am 3. Oktober 1990 wurde dann eine den Tag würdigende Eintragung vorgenommen.
Das Buch wurde bis zum 20. Dezember 2004 fortgeführt. Anlässlich des 1200-jährigen Stadtjubiläums im Jahr 2005 begann man einen neuen Band des Goldenen Buchs. Zwischenzeitlich wird ein dritter Band verwendet. Seit November 2002 führt die Stadt Magdeburg darüber hinaus ein Gästebuch.

## Eintragungen
Im Goldenen Buch befinden sich die nachfolgenden Eintragungen (Stand 2. Juli 2025). Von den elf Eintragungen von 1985 bis 1989 sind hier nur drei aufgeführt.
| Person | Bezeichnung | Datum              | Bild |
| --- | --- | ------------------ | --- |
| Igor Belikow | Ehrenbürger der Stadt Magdeburg | 10. Mai 1985       | |
| | französische Delegation zum 165. Todestages des französischen Revolutionärs Lazare Nicolas Carnot | 8. August 1988     | |
| | Bürgermeister aus den Partnerstädten, unter anderem aus Sarajevo, Nagasaki und Braunschweig | 7. Oktober 1989    | |
| | Text zum Tag der Deutschen Einheit: Diese unscheinbare Seite bildet gleichzeitig einen End- und einen Anfangspunkt. Sie belegt ganz unspektakulär ein Ereignis, das viele Menschen in Deutschland und Europa in Erstaunen, Freude und Nachdenken versetzte - der Zusammenbruch der kommunistischen Diktatur in der DDR. Dieser historische Moment soll auch im „Goldenen Buch“ der Stadt Magdeburg Erwähnung finden. Mit dem Amtsantritt des freigewählten Magistrats im Juni 1990 wird sich auch das Gesicht dieses Buches ändern. Wurde es bisher von der Staatspartei und Ihrer Verbündeten samt ihrer Ideologie geprägt, so bestimmen heute Vertreter der Magdeburger Bürger über die Ehre der Eintragung, in freier Entscheidung. Die kommenden Seiten werden eine deutliche Sprache sprechen. | 3. Oktober 1990    | |
| Hans-Dietrich Genscher | Bundesminister des Auswärtigen und Vizekanzler der Bundesrepublik Deutschland | 13. November 1990  | Hans-Dietrich Genscher |
| Christopher L.G. Mallaby | Botschafter des Vereinigten Königreiches Großbritannien | 12. Dezember 1990  | Christopher Mallaby, 1989 |
| Manfred Rommel | Oberbürgermeister von Stuttgart und Präsident des Deutschen Städtetages | 11. Januar 1991    | Manfred Rommel |
| Gerhard Glogowski | Innenminister des Landes Niedersachsen | 17. Januar 1991    | |
| Vernon A. Walters | Botschafter der Vereinigten Staaten von Amerika in der Bundesrepublik Deutschland | 4. März 1991       | Vernon A. Walters |
| Benjamin Navon | Botschafter des Staates Israel in der Bundesrepublik Deutschland | 12. März 1991      | |
| Hans-Jochen Vogel | Vorsitzender der Sozialdemokratischen Partei Deutschlands | 22. März 1991      | Hans-Jochen Vogel |
| Kerry W. Sibraa | Präsident des Senats des Australischen Bundes | 26. März 1991      | |
| Richard von Weizsäcker | Bundespräsident der Bundesrepublik Deutschland | 5. April 1991      | Richard von Weizsäcker |
| Henning Voscherau | Präsident des Bundesrates, Hansestadt Hamburg | 15. April 1991     | Henning Voscherau |
| Marcello Guidi | Botschafter der Italienischen Republik in der Bundesrepublik Deutschland | 5. August 1991     | |
| Irmgard Adam-Schwaetzer | Ministerin für Raumordnung, Bauwesen und Städtebau der Bundesrepublik Deutschland | 23. August 1991    | Irmgard Adam-Schwaetzer |
| Werner Münch | Ministerpräsident des Landes Sachsen-Anhalt | 14. September 1991 | Werner Münch |
| Konstantin W. Bogdanow | Befehlshaber der 3. Stoßarmee der Westgruppe der sowjetischen Streitkräfte | 5. Dezember 1991   | |
| Bernardo Bauer Kyllmann | Botschafter der Republik Bolivien in der Bundesrepublik Deutschland | 13. Februar 1992   | |
| Lajos Kada | Apostolischer Nuntius des Vatikans | 21. Februar 1992   | |
| Robert M. Kimmitt | Botschafter der Vereinigten Staaten von Amerika in der Bundesrepublik Deutschland | 24. Februar 1992   | Robert M. Kimmitt |
| Louis de Clerck | Gesandter des Königreiches Belgien in der Bundesrepublik Deutschland | 24. Februar 1992   | |
| Onur Öymen | Botschafter der Republik Türkei in der Bundesrepublik Deutschland | 6. März 1992       | Onur Öymen |
| Roberto Gueyer | Botschafter der Republik Argentinien in der Bundesrepublik Deutschland | 3. Juni 1992       | |
| Eberhard Diepgen | Regierender Bürgermeister von Berlin | 17. Juni 1992      | Eberhard Diepgen |
| Edzard Reuter | Sohn von Ernst Reuter, Stuttgart | 17. Juni 1992      | Edzard Reuter |
| Jürgen Bobsien | Helfer aus Niedersachsen, Bad Harzburg | 30. Juni 1992      | |
| Klaus Töpfer | Bundesminister für Umwelt, Naturschutz und Reaktorsicherheit | 28. August 1992    | Klaus Töpfer |
| Heinz Rühmann | Filmschauspieler | 21. September 1992 | Heinz Rühmann |
| Kai Helenius | Botschafter der Republik Finnland in der Bundesrepublik Deutschland | 17. November 1992  | |
| Jean Herly | Botschafter des Fürstentums Monaco in der Bundesrepublik Deutschland | 2. Dezember 1992   | Jean Herly, 1977 |
| Werner Steffens | Oberbürgermeister der Stadt Braunschweig | 8. Dezember 1992   | |
| Jürgen Bräcklein | Oberstadtdirektor der Stadt Braunschweig | 8. Dezember 1992   | |
| Richard Sturge Grant | Botschafter der Parlamentarischen Monarchie Neuseeland in der Bundesrepublik Deutschland | 17. Mai 1993       | |
| José Alberto Garcia-Atance Alvira | Europaminister Aragoniens / Königreich Spanien | 29. Juni 1993      | |
| Bertrand Dufourcq | Botschafter der Republik Frankreich in der Bundesrepublik Deutschland | 7. Juli 1993       | |
| Horst Milde | Landtagspräsident des Landes Niedersachsen | 1. Oktober 1993    | Horst Milde |
| Günther Hoff | Kirchenmusikdirektor i. R. und Domkantor i. R. | 11. Oktober 1993   | |
| Günter Rexrodt | Bundesminister für Wirtschaft | 14. Oktober 1993   | |
| Theodor Waigel | Bundesminister für Finanzen | 15. November 1993  | Theodor Waigel |
| Ignatz Bubis | Vorsitzender des Direktoriums des Zentralrates der Juden in Deutschland | 15. Februar 1994   | Ignatz Bubis |
| Egon A. Klepsch | Präsident des Europäischen Parlamentes in Straßburg | 14. Mai 1994       | Egon A. Klepsch |
| Nomi Rubel und 21 ehemalige Magdeburger jüdischen Glaubens aus Israel | Schriftstellerin | 26. Mai 1994       | |
| Gerhard Schröder | Ministerpräsident des Landes Niedersachsen | 7. Juni 1994       | Gerhard Schröder |
| Konrad Mieth, Willi Polte, Dieter Steinecke, Bernhard Czogalla, Hans-Dieter Bromberg, Peter Thomaser, Rainer Löhr, Angelika Köbel, Susanne Kornemann, Heinz-Karl Prottengeier, Uwe Bröker, Wolfgang Madzek, Gerhard Ruden, Volkmar Thümmel | Präsident der Stadtverordnetenversammlung, Oberbürgermeister, Magistrat der I. Wahlperiode 1990–1994 | 28. Juni 1994      | |
| Klaus Hänsch | Präsident des Europäischen Parlamentes in Straßburg | 30. August 1994    | Klaus Hänsch |
| Arnold Peter van Walsum | Botschafter des Königreiches der Niederlande in der Bundesrepublik Deutschland | 2. November 1994   | |
| Roman Herzog | Bundespräsident der Bundesrepublik Deutschland | 14. November 1994  | Roman Herzog |
| Christiane Herzog | Ehefrau des Bundespräsidenten | 14. November 1994  | Christiane Herzog |
| Wolfgang Wagner | Leiter der Bayreuther Festspiele | 19. November 1994  | Wolfgang Wagner |
| Charles E. Redman | Botschafter der Vereinigten Staaten von Amerika in der Bundesrepublik Deutschland | 13. März 1995      | Charles E. Redman |
| Francois Scheer | Botschafter der Republik Frankreich in der Bundesrepublik Deutschland | 21. März 1995      | |
| Berthold Goldschmidt | Komponist, England | 19. Mai 1995       | |
| Ingvar Lidholm | Komponist, Schweden | 9. September 1995  | Ingvar Lidholm |
| René Saffirio Espinoza | Bürgermeister von Temuco/Chile | 24. Oktober 1995   | René Saffirio Espinoza |
| Bent Haakonsen | Botschafter des Königreiches Dänemark in der Bundesrepublik Deutschland | 26. Februar 1996   | |
| Paul Heinbecker | Botschafter von Kanada in der Bundesrepublik Deutschland | 6. Mai 1996        | |
| Friedrich Hoess | Botschafter der Republik Österreich in der Bundesrepublik Deutschland | 21. Mai 1996       | |
| Victor Gonzales Maertens | Staatsminister a. D. und Generalkonsul a. D. der Republik Chile | 9. Juli 1996       | Victor Gonzales Maertens |
| André Willms, Mark Zabel, Dagmar Hase, Aimo Heilmann, Beate Lobenstein, Raymond Hecht, Kathrin Neimke, Manuela Lutze, Patrick Schulze, Kathrin Dumitru, Sebastian Wiese, Henning Fritz, Vygindas Petkeviciuus, Stefan Kretzschmar, Burkhard Diestel | Teilnehmer an den XXVI. Olympischen Spielen und den Paralympics Atlanta - USA 1996 aus Magdeburg | 5. September 1996  | |
| Volker Rühe | Bundesminister der Verteidigung | 17. September 1996 | Volker Rühe |
| Matthias Wissmann | Bundesminister für Verkehr | 17. September 1996 | Matthias Wissmann |
| Helmut Kohl | Bundeskanzler des Bundesrepublik Deutschland | 14. Oktober 1996   | Helmut Kohl |
| Norbert Blüm | Bundesminister für Arbeit und Sozialordnung | 14. Oktober 1996   | Norbert Blüm |
| Rita Süssmuth | Präsidentin des Deutschen Bundestages | 22. Oktober 1996   | Rita Süssmuth |
| Wolfgang Schäuble | Vorsitzender der CDU/CSU-Fraktion im Deutschen Bundestag | 28. Oktober 1996   | Wolfgang Schäuble |
| Reinhard Höppner | Ministerpräsident des Landes Sachsen-Anhalt | 8. November 1996   | Reinhard Höppner |
| Gaetan Lavertu | Botschafter von Kanada in der Bundesrepublik Deutschland | 15. Januar 1997    | |
| Wladislaw Petrowitsch Terechow | Botschafter der Russischen Föderation in der Bundesrepublik Deutschland | 19. März 1997      | |
| | Ehemalige Magdeburger jüdischen Glaubens aus den Vereinigten Staaten und Großbritannien | 6. Mai 1997        | |
| Avi Primor | Botschafter des Staates Israel in der Bundesrepublik Deutschland | 21. Mai 1997       | Avi Primor |
| Hans Koschnick | Bürgermeister a. D. der Freien Hansestadt Bremen, ehemaliger Administrator der EU in Mostar Republik Bosnien-Herzegowina | 21. Mai 1997       | Hans Koschnik |
| Joseph Sebarenzi Kabuye | Präsident der Nationalversammlung der Republik Ruanda | 23. Juni 1997      | Joseph Sebarenzi Kabuye |
| Ursula Schleicher | Vizepräsidentin des Europäischen Parlamentes in Straßburg | 6. Oktober 1997    | |
| Heinz Gerling | Ehrenbürger der Landeshauptstadt Magdeburg | 9. Oktober 1997    | |
| Rudolf Scharping | Vorsitzender der SPD-Bundestagsfraktion | 22. Oktober 1997   | Rudolf Scharping |
| Helmut Lorenz | Leiter des Gartenamtes i. R. der Landeshauptstadt Magdeburg | 21. Januar 1998    | |
| Constantin Elianos | Botschafter der Republik Griechenland in der Bundesrepublik Deutschland | 12. März 1998      | |
| Dominique Struye de Swielande | Botschafter des Königreiches Belgien in der Bundesrepublik Deutschland | 27. März 1998      | Dominique Struye de Swielande |
| Paul Hatry | Minister a. D. und Senator des Abgeordnetenhauses des Königreiches Belgien | 27. März 1998      | |
| Giovanni Lajolo | Apostolischer Nuntius des Vatikans, Titularerzbischof | 8. April 1998      | Giovanni Lajolo |
| Harry J. Klein | Botschafter der Republik Ecuador in der Bundesrepublik Deutschland | 11. September 1998 | |
| Jorge Bendeck Olivella | Botschafter der Republik Kolumbien in der Bundesrepublik Deutschland | 11. September 1998 | |
| Erik Becker Becker | Botschafter der Republik Venezuela in der Bundesrepublik Deutschland | 11. September 1998 | |
| Ariel Benavides Gisbert | Botschafter der Republik Bolivien in der Bundesrepublik Deutschland | 11. September 1998 | |
| Wolfgang Puschmann | Direktor des Magdeburger Zoos | 30. September 1998 | |
| Romani Rose | Vorsitzender des Zentralrates Deutscher Sinti und Roma | 29. Oktober 1998   | Romani Rose |
| Franz Müntefering | Bundesminister für Verkehr, Bau- und Wohnungswesen | 21. November 1998  | Franz Müntefering |
| Rasim Gacanovicž | Oberbürgermeister der Stadt Sarajevo | 27. November 1998  | |
| Gerhard Glogowski | Ministerpräsident des Landes Niedersachsen | 15. Januar 1999    | |
| Nguyen Manh Kiem | Minister für Bauwesen der Sozialistischen Republik Vietnam | 14. April 1999     | |
| Joèl Abati, Viatcheslaw Atawin, Henning Fritz, Erik Göthel, Guéric Kervadec, Stefan Kretzschmar, Tomasz Lebiedzinski, Sven Liesegang, Maik Machulla, Uwe Mäuer, Vygindas Petkevicius, Almantas Savonis, Olafur Stefansson, Steffen Stiebler, Peter Rost | Sportclub Magdeburg – Handball, Sieg um den EHF – Pokal | 18. April 1999     | Joel Abati · Henning Fritz · Stefan Kretzschmar · Maik Machulla · Olafur Stefansson · Steffen Stiebler |
| Karl-Heinz Funke | Bundesminister für Ernährung, Landwirtschaft und Forsten | 8. Juli 1999       | Karl-Heinz Funke |
| Horst Rehberger | Minister a. D. | 2. Oktober 1999    | Horst Rehberger |
| Klaus Reipsch | Vorsitzender des Kuratoriums zum Wiederaufbau der Johanniskirche | 2. Oktober 1999    | |
| John C. Kornblum | Botschafter der Vereinigten Staaten von Amerika in der Bundesrepublik Deutschland | 14. Oktober 1999   | John C. Kornblum |
| Markus Lutterotti | Botschafter der Republik Österreich in der Bundesrepublik Deutschland | 15. Dezember 1999  | |
| João Diogo Correia Saraiva Nunes Barata | Botschafter der Portugiesischen Republik in der Bundesrepublik Deutschland | 2. Februar 2000    | |
| Wolfgang Thierse | Präsident des deutschen Bundestages | 15. März 2000      | Wolfgang Thierse |
| Gerhard Schröder | Bundeskanzler des Bundesrepublik Deutschland | 9. April 2000      | Gerhard Schröder |
| Johannes Rau | Präsident der Bundesrepublik Deutschland | 24. Juni 2000      | Johannes Rau |
| Anatolij Ponomarenko | Botschafter der Republik Ukraine in der Bundesrepublik Deutschland | 20. Juli 2000      | |
| Werner Moeller Freile | Botschafter der Republik Ecuador in der Bundesrepublik Deutschland | 6. September 2000  | |
| Bernhard Jagoda | Präsident der Bundesanstalt für Arbeit | 13. September 2000 | Bernhard Jagoda |
| Björn Bach, Antje Buschschulte, Henning Fritz, Raymond Hecht, Andreas Ihle, Nadine Kleinert-Schmitt, Stefan Kretzschmar, Manuela Lutze, Heike Meissner, Ulrike Urbansky, André Willms, Mark Zabel | Olympiateilnehmer Sydney 2000 aus der Landeshauptstadt Magdeburg | 6. Oktober 2000    | Björn Bach · Henning Fritz · Andreas Ihle · Nadine Kleinert-Schmitt · Stefan Kretzschmar · Ulrike Urbansky |
| Mats Hellström | Botschafter des Königreiches Schweden in der Bundesrepublik Deutschland | 18. Oktober 2000   | Mats Hellström |
| Stefan Krohn, Beate Lobenstein, Detlef Schmidt | Teilnehmer der Paralympics Sydney 2000 aus der Landeshauptstadt Magdeburg | 17. Januar 2001    | |
| Marcelino Medina Gonzalez | Botschafter der Republik Kuba in der Bundesrepublik Deutschland | 16. März 2001      | Marcelino Medina González |
| Gergely Prőhle | Botschafter der Republik Ungarn in der Bundesrepublik Deutschland | 21. März 2001      | Gergely Prőhle |
| Sven Ottke | Boxweltmeister im Supermittelgewicht der IBF | 22. März 2001      | Sven Ottke |
| | Sportclub Magdeburg – Handball, Sieg im EHF – Pokal | 28. April 2001     | |
| Joèl Abati, Henning Fritz, Christian Gaudin, Erik Göthel, Michael Jahns, Guéric Kervadec, Stefan Kretzschmar, Wassili Kudinow, Oleg Kuleschow, Sven Liesegang, Maik Machulla, Uwe Mäuer, Olafur Stefansson, Steffen Stiebler, Alfred Gislason, Ghita Licu, Reinhard Schütte, Christian Schöne, Andreas Stange | Deutscher Meister 2001 | 22. Mai 2001       | |
| Shimon Stein | Botschafter des Staates Israel in der Bundesrepublik Deutschland | 11. Juni 2001      | Shimon Stein |
| Marie Bernard-Meunier | Botschafterin von Kanada in der Bundesrepublik Deutschland | 20. Juni 2001      | |
| Roland Wambeck | Generalmusikdirektor i. R. | 21. Juni 2001      | |
| Rolf Wernstedt | Präsident des Niedersächsischen Landtages | 26. Juni 2001      | Rolf Wernstedt |
| Silvio Fagiolo | Botschafter der Italienischen Republik in der Bundesrepublik Deutschland | 13. Juli 2001      | |
| Reginald Richter | Glasgestalter | 16. Juli 2001      | |
| Willi Polte | Oberbürgermeister der Landeshauptstadt Magdeburg a. D. | 10. August 2001    | Willi Polte |
| Issei Nomura | Botschafter von Japan in der Bundesrepublik Deutschland | 17. August 2001    | Issei Nomura |
| Toyi Djigla | König von Allada, Vorsitzender des Obersten Rates der afrikanischen Könige | 31. August 2001    | |
| Vladimir Imamovitsch Norov | Botschafter der Republik Usbekistan in der Bundesrepublik Deutschland | 18. Oktober 2001   | Vladimir Norov |
| Patricia Espinosa | Botschafterin der Vereinigten Mexikanischen Staaten in der Bundesrepublik Deutschland | 23. Oktober 2001   | Patricia Espinosa |
| Hildegard Hamm-Brücher | Frau Staatsministerin a. D., anlässlich der Verleihung des Lothar-Kreyssig-Friedenspreises | 10. November 2001  | Hildegard Hamm-Brücher |
| Menahem Pressler | Jüdischer Pianist, ehemaliger Magdeburger | 16. November 2001  | Menahem Pressler |
| Dieter Steinecke | Bürgermeister von 1990 – 1994, Beigeordneter von 1994 – 2001 | 21. Dezember 2001  | Dieter Steinecke |
| Susanne Kornemann-Weber | Dezernentin von 1990 – 1994, Beigeordnete von 1994 – 2001 | 21. Dezember 2001  | |
| Hans-Heinrich Tabke | Beigeordneter von 1994 – 2001 | 21. Dezember 2001  | |
| Gunnar Ortmann | Botschafter des Königreiches Dänemark in der Bundesrepublik Deutschland | 16. Januar 2002    | |
| Muhidin Hamamdžić, Mira Jadric-Winterhalter, Kemal Bajramovic | Besuch aus der Partnerstadt Sarajevo, Oberbürgermeister der Stadt Sarajevo, Vorsitzende des Rates der Stadt Sarajevo, Assistent des Oberbürgermeisters für Lokale Angelegenheiten | 17. Januar 2002    | |
| Milan Ramljak | Botschafter der Republik Kroatien in der Bundesrepublik Deutschland | 6. Februar 2002    | |
| Joschka Fischer | Minister des Auswärtigen | 18. April 2002     | Joschka Fischer |
| Helmut Penz, Manfred Maas, Bernd-Uwe Hildebrandt, Joél Abati, Sune Duevang Agerschou, Christian Gaudin, Guéric Kervadec, Stefan Kretzschmar, Oleg Kuleschow, Sven Liesegang, Uwe Mäuer, Nenad Perunicic, Christian Schöne, Olafur Stefansson, Steffen Stiebler, Bennet Wiegert, Alfred Gislason, Ghita Licu, Reinhard Schütte, Birgit Hoffmeyer, Andreas Grote, Guido Engemann | Sportclub Magdeburg, anlässlich des Gewinns der Champions – League 2001/2002 am 27. April 2002, Präsident des SC Magdeburg, Vorsitzender des Verwaltungsrates des SC Magdeburg, Manager des SC Magdeburg, Mannschaft, Betreuungsstab | 22. Mai 2002       | |
| Hwang Won-tak | Botschafter der Republik Korea in der Bundesrepublik Deutschland | 29. Mai 2002       | |
| Daniel R. Coats | Botschafter der Vereinigten Staaten von Amerika in der Bundesrepublik Deutschland | 30. Mai 2002       | Daniel R. Coats |
| Michaele Schreyer | Mitglied der Europäischen Kommission | 13. Juni 2002      | Michaela Schreyer |
| Mohamed Al-Orabi | Botschafter der Arabischen Republik Ägypten in der Bundesrepublik Deutschland | 10. Juli 2002      | |
| Morten Wetland | Botschafter des Königreiches Norwegen in der Bundesrepublik Deutschland | 22. Juli 2002      | Morten Wetland |
| Grit Breuer | Europameisterin mit der 4 × 400-m-Staffel und Gewinnerin der Silbermedaille über 400 m der Frauen bei den Europameisterschaften der Leichtathletik in München 2002 | 28. August 2002    | Grit Breuer |
| Gerold Letko | Stadtrat seit 1990, aus Anlass seines Ausscheidens | 4. September 2002  | |
| Claude Martin | Botschafter der Republik Frankreich in der Bundesrepublik Deutschland | 5. September 2002  | |
| Wilhelm Polte | Verleihung des Ehrenbürgerrechts, Oberbürgermeister a. D. | 10. Januar 2003    | Willi Polte |
| Leif Richard Fagernäs | Botschafter der Republik Finnland in der Bundesrepublik Deutschland | 13. Januar 2003    | |
| Mohy A. Al-Dhabbi (Jemen), Ali Mohamed Ali Al-Zarouni (Vereinigte Arabische Emirate), Salem Quateen (Arabische Liga), Mohamed Al-Orabi (Ägypten), Ahmed Gaafar Abdelkarim (Sudan), Mourad Bencheikh (Algerien), Adel Sater (Bahrain), Saleh Rusheidat (Jordanien) | Empfang der Botschafter der Arabischen Staaten in der Bundesrepublik Deutschland, Botschafter der Republik Jemen und Doyen des arabischen diplomatischen Korps, Botschafter der Vereinigten Arabischen Emirate und stellvertretender Doyen des arabischen diplomatischen Korps, Botschafter der Arabischen Liga, Botschafter der Arabischen Republik Ägypten, Botschafter der Republik Sudan, Botschafter der Demokratischen Volksrepublik Algerien, Botschafter des Königreiches Bahrain, Botschafter des Haschemitischen Königreiches Jordanien | 29. Januar 2003    | Mourad Bencheikh (Mitte), im Gespräch mit Bill Clinton |
| Werner Baumann | Botschafter der Schweizerischen Eidgenossenschaft in der Bundesrepublik Deutschland | 31. März 2003      | |
| Andrzej Byrt | Botschafter der Republik Polen in der Bundesrepublik Deutschland | 9. April 2003      | Andrzej Byrt |
| Gertraud Knoll | anlässlich der Verleihung des Preises der Lutherstädte `Das unerschrockene Wort` | 26. April 2003     | Gertraud Knoll |
| Rotraud Tönnies | In Würdigung ihrer Verdienste um die Bürgerinitiative Olvenstedt e. V. | 9. Mai 2003        | |
| Christian Prosl | Botschafter der Republik Österreich in der Bundesrepublik Deutschland | 4. Juni 2003       | |
| Andrés Zaldívar Larraín | Präsident des Senats der Republik Chile | 18. Juni 2003      | Andrés Zaldivar Larrain, 2009 |
| Peter James Torry | Botschafter des Vereinigten Königreiches Großbritannien und Nordirland in der Bundesrepublik Deutschland | 19. Juni 2003      | |
| Hans-Peter von Kirchbach | In Anerkennung seiner aktiven Tätigkeit als Präsident der Johanniter Unfall Hilfe | 27. Juni 2003      | |
| Horst Linowski | Opfer des Volksaufstandes vom 17. Juni 1953, Stellvertretend für alle Frauen und Männer, die sich in ihrem unermüdlichen und opferreichen Kampf für Freiheit, Demokratie und Menschenwürde eingesetzt haben | 3. Juli 2003       | |
| Jürgen Trittin | Bundesminister für Umwelt, Naturschutz und Reaktorsicherheit der Bundesrepublik Deutschland | 7. August 2003     | Jürgen Trittin |
| Seyed Shamseddin Khareghani | Botschafter der Islamischen Republik Iran in der Bundesrepublik Deutschland | 29. September 2003 | |
| Ison Mustafayew | Botschafter der Republik Usbekistan in der Bundesrepublik Deutschland | 29. September 2003 | |
| Waltraut Zachhuber | Superintendentin des Evangelischen Kirchenkreises Magdeburg von 1995 bis 2003 | 30. September 2003 | |
| Bill Purcell | Oberbürgermeister der Partnerstadt Nashville anlässlich seines Besuches zum 13. Bundesfeiertag der Deutschen Einheit in der Landeshauptstadt Magdeburg | 3. Oktober 2003    | Bill Purcel |
| Roberto Flores-Bermúdez | Botschafter der Republik Honduras in der Bundesrepublik Deutschland | 30. Oktober 2003   | Roberto Flores-Bermúdez |
| Hans P. H. Schuster | Verleihung des Ehrenringes der Landeshauptstadt Magdeburg | 11. November 2003  | Hans P. H. Schuster |
| Kwon Young-min | Botschafter der Republik Korea in der Bundesrepublik Deutschland | 19. November 2003  | |
| Vesna Cvjetkovic Kurelec | Botschafterin der Republik Kroatien in der Bundesrepublik Deutschland | 14. Januar 2004    | Vesna Cvjetkovic Kurelec im Jahr 2012 mit dem griechischen Außenminister Stavros Dimas |
| Sean O` Huiginn | Botschafter von Irland in der Bundesrepublik Deutschland | 21. Januar 2004    | |
| Nikolaus Harnoncourt | Österreichischer Cellist, Violinist und Dirigent, Telemann-Preisträger 2004 | 11. März 2004      | Nikolaus Harnoncourt |
| Leo Nowak | Bischof des Bistums Magdeburg, anlässlich seiner Verabschiedung | 18. März 2004      | Leo Nowak |
| Alberto do Carmo Bento Ribeiro | Botschafter der Republik Angola in der Bundesrepublik Deutschland | 15. März 2004      | |
| Erwin Josef Ender | Apostolischer Nuntius für die Bundesrepublik Deutschland, Titularerzbischof von Germania in Numidien | 19. April 2004     | |
| Moncef Ben Abdallah | Botschafter der Tunesischen Republik in der Bundesrepublik Deutschland | 19. April 2004     | |
| Jane Goodall | UNO-Friedensbotschafterin und Primatenforscherin | 6. Juni 2004       | Jane Goodall |
| Serhij Anatolijowytsch Farenik | Botschafter der Ukraine in der Bundesrepublik Deutschland | 26. August 2004    | |
| Manuela Lutze, Stefan Kretzschmar, Nadine Kleinert, Björn Bach, Andreas Ihle, Mark Zabel, Antje Buschschulte, Christian Schöne, Marco Herszel, Grit Breuer, René Bertram, André Willms, Nicole Hetzer | Die hervorragenden Erfolge der Magdeburger Sportlerinnen und Sportler bei den XXVIII. Olympischen Spielen in Athen – Griechenland finden Würdigung durch die Eintragung in das Goldene Buch der Landeshauptstadt Magdeburg | 15. September 2004 | |
| Hovik Hovhannesyan, Karine Kazinian | Kultusminister der Republik Armenien und Botschafterin der Republik Armenien in der Bundesrepublik Deutschland | 22. September 2004 | Howik Howejan, 2015 |
| Sándor Peisch | Botschafter des Monats Oktober des Magazins „Diplomatische Depesche“ Botschafter der Republik Ungarn in der Bundesrepublik Deutschland | 15. Oktober 2004   | |
| Bernd H. Niehaus Quesada | Botschafter des Monats November des Magazins „Diplomatische Depesche“ Botschafter der Republik Costa Rica in der Bundesrepublik Deutschland | 12. November 2004  | |
| Kamal Ismaun | Botschafter des Monats Dezember des Magazins „Diplomatische Depesche“ Botschafter von Malaysia in der Bundesrepublik Deutschland | 3. Dezember 2004   | |
| Gabriel Busquets Aparacio | Botschafter des Königreichs Spanien in der Bundesrepublik Deutschland | 9. Dezember 2004   | |
| Christopher Küken | Teilnehmer an den XII. Paralympics 2004 in Athen | 20. Dezember 2004  | |
| Marcia Yvette Gilbert-Roberts | Botschafterin des Monats Januar des Magazins „Diplomatische Depesche“ Botschafterin von Jamaika in der Bundesrepublik Deutschland | 7. Januar 2005     | |
| Ernst René Anselm Nyberg | Botschafter der Republik Finnland in der Bundesrepublik Deutschland | 14. Januar 2005    | Ernst René Anselm Nyberg |
| Andrzej Byrt | Botschafter des Monats Februar des Magazins „Diplomatische Depesche“ Botschafter der Republik Polen in der Bundesrepublik Deutschland | 4. Februar 2005    | Andrzej Byrt |
| Manfred Koch | Vorsitzender des Kultur- und Heimatvereins von 1994 – 2004 in Würdigung seiner ehrenamtlichen Verdienste für die Landeshauptstadt Magdeburg | 17. Februar 2005   | |
| András Székely | Der Georg-Philipp-Telemann-Preisträger der Landeshauptstadt Magdeburg 2005, ungarischer Musikwissenschaftler und Präsident der Internationalen Telemann-Gesellschaft | 9. März 2005       | András Székely |
| Bjørn Tore Godal | Botschafter des Königreiches Norwegen in der Bundesrepublik Deutschland | 9. März 2005       | Bjorn Tore Godal |
| Rowland Issifu Alhassan | Botschafter des Monats März des Magazins „Diplomatische Depesche“ Botschafter der Republik Ghana in der Bundesrepublik Deutschland | 11. März 2005      | |
| Adel Yousif H. Sater | Botschafter des Monats April des Magazins „Diplomatische Depesche“ Botschafter des Königreichs Bahrain in der Bundesrepublik Deutschland | 1. April 2005      | |
| Frank W. Towers | Stabsoffizier und unmittelbarer Zeitzeuge der Befreiung Magdeburgs im April 1945 | 18. April 2005     | |
| Ernest Kan, Ana Kan | Überlebender des KZ-Außenlagers bei den Polte-Werken und seine Frau | 18. April 2005     | |
| Richard von Weizsäcker | Anlässlich der erstmaligen Verleihung des Kaiser-Otto-Preises der Landeshauptstadt Magdeburg in Würdigung seines politischen Engagements für Frieden und Entspannung in Deutschland und Europa, Bundespräsident a. D. | 7. Mai 2005        | Richard von Weizsäcker |
| Kairat Sarybay | Botschafter des Monats Mai des Magazins „Diplomatische Depesche“ Botschafter der Republik Kasachstan in der Bundesrepublik Deutschland | 13. Mai 2005       | Kairat Sarybay |
| Jorge Castro-Valle Kuehne | Botschafter des Monats Juni des Magazins „Diplomatische Depesche“ Botschafter der Vereinigten Mexikanischen Staaten in der Bundesrepublik Deutschland | 10. Juni 2005      | |
| Wolfgang Böhmer | Ministerpräsident des Landes Sachsen-Anhalt | 14. Juni 2005      | Wolfgang Böhmer |
| Theo Zwanziger | Geschäftsführender Präsident des Deutschen Fußball-Bundes (DFB) und Vizepräsident des WM-Organisationskomitees | 21. Juni 2005      | Theo Zwanziger |
| Josef Theodor Wolf | Botschafter des Fürstentums Liechtenstein in der Bundesrepublik Deutschland | 30. Juni 2005      | |
| Igor Corman | Botschafter des Monats Juli des Magazins „Diplomatische Depesche“ Botschafter der Republik Moldau in der Bundesrepublik Deutschland | 1. Juli 2005       | Igor Corman |
| Minerva Jean Falcon | Botschafter des Monats August des Magazins „Diplomatische Depesche“ Botschafterin der Republik Philippinen in der Bundesrepublik Deutschland | 22. Juli 2005      | |
| Soo-hyuck Lee | Botschafter der Republik Korea in der Bundesrepublik Deutschland | 1. September 2005  | Soo-hyuck Lee (Mitte), 2004 |
| Hanno Burkhard Rumpf | Botschafter des Monats September des Magazins „Diplomatische Depesche“ Botschafter der Republik Namibia in der Bundesrepublik Deutschland | 16. September 2005 | |
| Paul Dubois | Botschafter Kanadas in der Bundesrepublik Deutschland | 22. September 2005 | |
| Gert Hoffmann | Oberbürgermeister der Partnerstadt Braunschweig, anlässlich des 15. Jahrestages der Deutschen Einheit | 2. Oktober 2005    | Gert Hoffmann |
| Gerardo Peñalver Portal | Botschafter der Republik Kuba in der Bundesrepublik Deutschland | 26. Oktober 2005   | |
| Maja Panjikidze | Botschafterin der Republik Georgien in der Bundesrepublik Deutschland | 23. November 2005  | Maja Panjikidze |
| Wolfgang Tiefensee | Bundesminister für Verkehr, Bau- und Stadtentwicklung | 23. Februar 2006   | Wolfgang Tiefensee |
| Bakhtiyar T. Gulyamov | Botschafter der Republik Usbekistan in der Bundesrepublik Deutschland | 12. Mai 2006       | Bakhtiyar T. Gulyamov (links) |
| Manfred Meinz und Jutta Schoeller-Meinz | Stifter zu Gunsten des Kulturhistorischen Museums Magdeburg | 21. Mai 2006       | |
| Carsten Sondergaard | Botschafter des Königreiches Dänemark in der Bundesrepublik Deutschland | 22. Mai 2006       | |
| Carl Gustav Wilhelm Tham | Botschafter des Königreiches Schweden in der Bundesrepublik Deutschland | 23. Mai 2006       | Carl Gustav Wilhelm Tham |
| Toshiyuki Takano | Botschafter von Japan in der Bundesrepublik Deutschland | 7. Juni 2006       | |
| Werner Kaleschky | Beigeordneter für Stadtentwicklung, Bau und Verkehr von 1998 bis 2006, anlässlich der Verleihung des Ehrenringes und in Würdigung seiner langjährigen, erfolgreichen Arbeit im Dienste der Landeshauptstadt Magdeburg | 31. August 2006    | |
| Wolfgang E. Nolting und Jörg Feldhusen | Inspekteur der Deutschen Marine und Kommandant der Korvette Magdeburg, zur Begründung der Patenschaft für die Korvette Magdeburg | 2. September 2006  | Wolfgang E. Nolting |
| Regina Halmich | Boxweltmeisterin, anlässlich der Verteidigung ihres WIBF-Weltmeistertitels im Fliegengewicht | 5. September 2006  | Regina Halmich |
| Christa und Hans Höhr | anlässlich der Errichtung der „Else und Dr. Heinrich Kalbow-Stiftung“ | 11. September 2006 | |
| Igor Dolgow | Botschafter der Ukraine in der Bundesrepublik Deutschland | 29. November 2006  | Igor Dolgow |
| Franz Beckenbauer | Vizepräsident des Deutschen Fußballbundes und Präsident des FC Bayern München anlässlich der Einweihung des neuen Magdeburger Fußballstadions | 10. Dezember 2006  | Franz Beckenbauer |
| Dieter Haas | langjähriger Protokollchef der Landeshauptstadt Magdeburg in Anerkennung seiner Leistungen beim Aufbau einer demokratischen Stadtverwaltung anlässlich seiner Verabschiedung | 11. Dezember 2006  | |
| Doppelweltmeisterin Supermittelgewicht Boxen Natascha Ragosina Weltmeister Kanu-Slalom C 1 Team Nico Bettge Thaibox-Weltmeister im Superschwergewicht der World Kickboxing Association Dirk Thielecke Weltmeister im Breakdance „Da Rookies“ Nils Klebe, Marcel Schlosser, Philip Barkholz, Martin Pluntke, Christian Sasse, Michel Meier Weltmeister im Rettungsschwimmen Susanne Gierlich, Marion Hannebohm, Gisela Schönfeld, Berit Reichel (Master 170), Hagen Leditschke (Nationalteam), Andrea Halle, Matthias Meng, Gregor Kiedorf (Interclubteam), Marion Teifel (Senioren) Weltmeister im Taekwondo Anne Tempel 3-fache Weltmeisterin, Martin Gielow, Janik Schulz 2-facher Weltmeister, Torsten Schröter Weltmeisterin Drachenboot Masterclass Ü 40 Marion Lachmann Weltmeisterin Kraftsport Beatrice Beneke Seniorenweltmeister Kraftsport Manuela Anger (AKI), Frank Oppermann (AKI) Seniorenweltmeisterin im Tennis (Einzel und Doppel) Jutta Apel Seniorenweltmeister HWM-LA Kugelstoßen Reinhard Krone Seniorenweltmeister Kraftsport Joachim Eulenstein Schülerweltmeister Kim-Shuk-Karate-Kata-Einzel (Ak 13) Johannes Lorenz Schülerweltmeister im Handball Lars Gudat, Thomas Bergmann, Daniel Kottan, Andreas Wichmann, Sebastian Maas, Fabian Böhm, Oliver Krechel, Milan Weißbach, Kevin Wilke, Alexander Vogel, Andreas Weikert, Steffen Cieszynski, Dario Quenstedt | Das Erringen der Weltmeistertitel von Magdeburger Sportlerinnen und Sportlern bei Weltmeisterschaften im Jahr 2006 | 19. Dezember 2006  | Natascha Ragosina · Nico Bettge · Dario Quenstedt |
| Ian Kemish, Claude Martin, Olafur Davidsson, Igor Dolgov, Hassan Moustafa, Ulrich Strombach, Oliver Roggisch, Johannes Bitter, Karol Bielecki, Gregorz Tkaczyk, Bartosz Jurecki, Bogdan Wenta, Joël Abati, Oleg Kuleschow | Anlässlich der Gruppenspiele der Handball-Weltmeisterschaft 2007, Botschafter Australiens in der Bundesrepublik Deutschland, Botschafter der Französischen Republik in der Bundesrepublik Deutschland, Botschafter der Republik Island in der Bundesrepublik Deutschland, Botschafter der Ukraine in der Bundesrepublik Deutschland, Präsident der Internationalen Handball Federation (IHF) und IOC-Mitglied, Präsident des Deutschen Handball-Bundes (DHB); Anlässlich des Gewinns des Weltmeistertitels am 4. Februar 2007 bei der Handball-Weltmeisterschaft durch das deutsche Handball-Nationalteam und in Würdigung der hervorragenden sportlichen Erfolge der Handballer des Sportclub Magdeburg als Medaillengewinner und Mitglieder ihrer Nationalteams, Weltmeister mit dem Deutschen Handball-Nationalteam, Vizeweltmeister mit dem Polnischen Handball-Nationalteam, 4. Platz mit dem Französischen Handball-Nationalteam, 6. Platz mit dem Russischen Handball-Nationalteam | 7. Februar 2007    | Ian Kamisch (Mitte rechts, 2010) |
| Ingeborg Schäuble | Vorsitzende der Deutschen Welthungerhilfe e. V. aus Anlass der Partnerschaft der Landeshauptstadt Magdeburg mit der Deutschen Welthungerhilfe im Jahr 2007 | 26. April 2007     | Ingeborg Schäuble |
| Vaira Vike-Freiberga | Präsidentin der Republik Lettland, anlässlich der Verleihung des Kaiser-Otto-Preises 2007 | 9. Mai 2007        | Vaira Vike-Freiberga |
| Joël Marc Abati, Karol Bielecki, Johannes Bitter, Erik Göthel, Yves Grafenhorst, Silvio Heinevetter, Marc Hohenberg, Bartosz Jurecki, Stefan Kretzschmar, Oleg Kuleschow, Valdas Novickis, Oliver Roggisch, Andreas Rojewski, Christian Sprenger, Steffen Stiebler, Christoph Theuerkauf, Grzegorz Tkaczyk, Fabian van Olphen, Rolf Oesterhoff, Holger Kaiser, Bogdan Wenta, Grzegorz Subocz, Birgit Hoffmeyer, Guido Engemann, Andreas Grothe, Reinhard Schütte | SC MAGDEBURG nach dem dritten Gewinn des EHF-POKALs am 29. April 2007, Mannschaft, SCM-Präsident, SCM-Manager, Trainer, Co-Trainer, Ärztin, Physiotherapeuten, Mannschaftsbetreuer | 21. Mai 2007       | |
| Joël Marc Abati | Verleihung des Ehrentitels „Ehrenbotschafter der Landeshauptstadt Magdeburg“ | 21. Mai 2007       | Joël Marc Abati |
| Bernhard Czogalla | Bürgermeister und Beigeordnete für Finanzen, anlässlich der Verleihung des Ehrenringes und der Würdigung der langjährigen und erfolgreichen Arbeit von 1990–2007 | 27. Juni 2007      | |
| Frithjof Berfelde, Reinhold Krampitz | Anlässlich der Verleihung der Ehrenbezeichnung Ehrenstadtrat und der Würdigung ihrer ununterbrochenen Tätigkeit im Stadtrat von 1990 bis 2004 | 24. Oktober 2007   | |
| Christian Blickenstorfer | Botschafter der Schweizerischen Eidgenossenschaft in der Bundesrepublik Deutschland, aus Anlass der Eröffnung des 2. Internationalen Heinrich-Zschokke-Symposiums | 2. November 2007   | |
| Michael Anthony Arthur | Botschafter des Vereinigten Königreiches Großbritannien und Nordirland in der Bundesrepublik Deutschland | 7. November 2007   | Michael Anthony Arthur, 2020 |
| Marigen Hornkohl | Botschafterin der Republik Chile in der Bundesrepublik Deutschland | 3. Dezember 2007   | Marigen Hornkohl |
| Siegfried Brosza | Vorsitzender der Seniorenvertretung Magdeburg, anlässlich ihres 15-jährigen Bestehens | 4. Dezember 2007   | |
| Dragoljuba Benčina | Botschafterin der Republik Slowenien in der Bundesrepublik Deutschland | 21. Dezember 2007  | |
| Mehrfache Weltmeisterin im Supermittelgewicht Boxen Natascha Ragosina Zweifache Weltmeisterin im Kajak-Vierer über 500 m und 200 m Conny Waßmuth Weltmeister im Kajak-Vierer über 1000 m Marco Herszel Thaibox-Weltmeister im Superschwergewicht der World Kickboxing Association Dirk Thielecke Zweifache Weltmeisterin im Behindertensport Straßenrennen und Zeitfahren der Handbiker Andrea Eskau Weltmeister im Bodybuilding Dirk Fleischer Weltmeister Hallen-Leichtathletik (Senioren) Reinhard Krone Senioren-Weltmeisterin Tennis (Doppel) Jutta Apel Weltmeisterin im Rudern - Einer A (Masters) Gabi Wölfer Weltmeister im Rudern-Doppelvierer (Masters) Kerstin Ganse, Ulf Ganse, Dorothea Kann, Michael König, Lutz Lingener, Thomas Micka, Elke Vetter Weltmeisterin im Kraftsport, Bankdrücken Beatrice Beneke Weltmeister im Kraftsport, Bankdrücken (Senioren) Manuela Anger, Joachim Eulenstein, Heide Geber, Frank Oppermann, Christel Schubert, Roland Schubert, Burkhard Steffen Weltmeister im Drachenboot (Masterclass) Marion Lachmann, Lutz Bengsch, Birgit Butz, Marita Daum, Lutz Dehnecke, Ulrich Frenzel, Karl-Heinz Jaworek, Martin Köhler, Wolfgang Kopplin, Jürgen Laabs, Petra Laabs, Wilfried Schülke, Ulrich Täfler, Hans Georg Waldhelm | Sportweltmeister des Jahres 2007 | 14. Januar 2008    | Natascha Ragosina · Conny Waßmuth · Marco Herszel · Andrea Eskau |
| Klaus Scharioth | Botschafter der Bundesrepublik Deutschland in Washington | 14. März 2008      | Klaus Scharioth |
| Carlos dos Santos | Botschafter der Republik Mosambik in der Bundesrepublik Deutschland | 26. März 2008      | Carlos dos Santos |
| Rudolf Jindràk | Botschafter der Tschechischen Republik in der Bundesrepublik Deutschland | 20. Juni 2008      | Rudolf Jindrák |
| Sigmund Jähn | früherer DDR-Kosmonaut | 28. Juni 2008      | Sigmund Jähn |
| Conny Waßmuth, Andreas Ihle, Manuela Lutze, René Bertram, Marco Neumann, Antje Buschschulte, Christian Kubusch, Nadine Kleinert, Ruwen Faller, Bernd Ullrich, Frank Lemme | Empfang der Olympiateilnehmer der Landeshauptstadt Magdeburg bei den XXIX. Olympischen Spielen in Peking | 1. September 2008  | |
| Issa Ayyoub | Botschafter des Haschemitischen Königreichs Jordanien in der Bundesrepublik Deutschland | 10. September 2008 | |
| Bernard de Montferrand | Botschafter der Französischen Republik in der Bundesrepublik Deutschland | 2. Oktober 2008    | |
| Monika Harms | Generalbundesanwältin beim Bundesgerichtshof | 23. Oktober 2008   | |
| Klaus Puchta | Verabschiedung des Beigeordneten für Wirtschaft von 2002 – 2008 in Würdigung seiner erfolgreichen Arbeit und seines Engagements für die Landeshauptstadt Magdeburg | 9. Dezember 2008   | |
| Beate Bröcker | Verabschiedung der Beigeordneten für Soziales, Jugend und Gesundheit von 2002 – 2008 in Würdigung ihrer erfolgreichen Arbeit und ihres Engagements für die Landeshauptstadt Magdeburg | 9. Dezember 2008   | |
| Ruderer Mathias Rocher, Paul Zander, Maximilian Planer Boxer Ramona Kühne, Oliver Güttel Rettungsschwimmer Angela Franke, Heike Zembrod, Wolfgang Schrader, Susanne Schrader, Manuela Jürries, Erwin Behlau, Birte Zillmann, Rolf Lausch Kraftsportler Silvio Dölz, Paul Kunz, Christine Ebering Schülerweltmeister im Handball Philipp Weber, Michael Gerlich, Philipp Kaiser, Marcus Peschke, Leif Brandt, Nico Krüger, Maximilian Kolditz, Benjamin Meschke, Christoph Märtner, Nick Weber, Maximilian Drude, Maximilian Doller, Felix Storbeck und Daniel Wolff | Magdeburger Sportlerinnen und Sportler, die erstmals einen Weltmeistertitel bei Weltmeisterschaften im Jahr 2008 errangen | 18. Dezember 2008  | Maximilian Planer · Angela Franke · Philipp Weber |
| Takahiro Shinho | Botschafter von Japan in der Bundesrepublik Deutschland | 12. Januar 2009    | Takahiro Shinho |
| Natalija Sarudna | Botschafterin der Ukraine in der Bundesrepublik Deutschland | 29. Januar 2009    | |
| Peter M. Boehm | Botschafter von Kanada | 5. März 2009       | Peter M. Boehm |
| Wydhia Chem | Botschafter des Königreiches Kambodscha | 12. März 2009      | |
| Ruth Evelyn Jacoby | Botschafterin des Königreiches Schweden | 1. April 2009      | |
| Sonwabo Eddie Funde | Botschafter der Republik Südafrika | 23. April 2009     | |
| Wladyslaw Bartoszewski | ehemaliger Außenminister der Republik Polen, anlässlich der Verleihung des Kaiser-Otto-Preises 2009 | 7. Mai 2009        | Wladyslaw Bartoszewski |
| Axel Noack | Bischof der evangelischen Kirche in der Kirchenprovinz Sachsen anlässlich seiner Verabschiedung | 8. Mai 2009        | |
| Horst Köhler, Eva Luise Köhler | Bundespräsident und seine Frau | 13. Mai 2009       | Horst und Eva Luise Köhler |
| Tobias Wellemeyer | Generalintendant, anlässlich seiner Verabschiedung | 16. Mai 2009       | |
| Tomislav Limov, Alija Behmen | Botschafter der Republik Bosnien und Herzegowina und der Bürgermeister von Sarajevo | 10. Juni 2009      | |
| Ivo Petrov | Botschafter der Republik Bulgarien | 17. Juni 2009      | |
| Joachim Bartels | Ehrenvorsitzender der Pirckheimer Gesellschaft Magdeburg | 22. Juni 2009      | |
| Martine Schommer | Botschafterin des Großherzogtums Luxemburg in der Bundesrepublik Deutschland | 9. Juli 2009       | |
| Alvaro Manuel Rojas Marin | Botschafter der Republik Chile in der Bundesrepublik Deutschland | 18. September 2009 | |
| Harry Gustav Helenius | Botschafter der Republik Finnland in der Bundesrepublik Deutschland | 23. September 2009 | |
| Thomas Reiter, Oliver Ullrich | ehemaliger deutscher Raumfahrer, Vorstandsmitglied des Deutschen Zentrums für Luft und Raumfahrt; Weltraummediziner, International Academy of Astronautics | 2. November 2009   | Thomas Reiter |
| Menahem Pressler | Verleihung des Ehrenbürgerrechts an den Pianisten | 22. November 2009  | |
| Tassos Kriekoukis | Botschafter der Hellenischen Republik in der Bundesrepublik Deutschland | 26. November 2009  | |
| Raúl Bezerra Egana | Botschafter der Republik Kuba in der Bundesrepublik Deutschland | 9. Dezember 2009   | |
| Armen Martirosyan | Botschafter der Republik Armenien in der Bundesrepublik Deutschland | 17. Dezember 2009  | Armen Martirosyan (rechts), 2015 |
| Weltmeister im Supermittelgewicht Boxen (WBO) Männer Robert Stieglitz, Weltmeister im Kanu Zweier-Canadier 1000 m Männer Erik Leue, Weltmeister im Handball Junioren Steffen Coßbau, Patrick Schulz, Weltmeister im Karate Christin Hundertmark (Karate-Kata-Einzel und Karate-Kata-Team - Frauen) Stephan Walsleben (Karate-Kumite-Einzel und Karate-Kumite-Team - Männer), Weltmeister im Kraftsport, Bankdrücken (Senioren) Werner Paschke (Kraftsport-Bankdrücken (120 kg) nach WUAP - Männer), Martin Baumbach (Kraftsport-Bankdrücken (275 kg) nach WUAP - Männer), Ursula Eulenstein (Kraftsport-Bankdrücken Leichtschwergewicht IPF Masters AK III Ü 60 - Frauen), Michael Gust (Kraftsport-Bankdrücken (95 kg) nach WUAP - Männer) | Sportweltmeister 2009 für das erstmalige Erringen eines Weltmeistertitels | 17. Dezember 2009  | Robert Stieglitz · Erik Leue |
| Astrid Eberlein | Vorsitzende des Richard-Wagner-Verbandes Magdeburg | 21. Dezember 2009  | |
| Lazăr Comănescu | Botschafter von Rumänien | 20. Januar 2010    | Lazar Comanescu |
| Rainer Löhr, Martin Hoffmann, Gerhard Heinl, Johannes Rink, Eberhard Seifert, Hans-Werner Brüning, Gerald Grünert, Walter Meinecke, Adolf Lingener | Verleihung der Ehrenbezeichnung »Ehrenstadtrat der Landeshauptstadt Magdeburg« an ehemalige Stadträte und Verleihung der Ehrenbezeichnung „Ehrenortschaftsrat der Landeshauptstadt Magdeburg“ an den ehemaligen Ortsbürgermeister und Ortschaftsrat von Magdeburg / Pechau | 9. März 2010       | |
| Hongbo Wu | Botschafter von China in der Bundesrepublik Deutschland | 11. März 2010      | Wu Hongbo |
| Mitja Drobnic | Botschafter von Slowenien in der Bundesrepublik Deutschland | 24. März 2010      | |
| Sudhir Vyas | Botschafter von Indien in der Bundesrepublik Deutschland | 25. März 2010      | Sudhir Vyas |
| Ali Reza Sheik Attar | Botschafter von Iran in der Bundesrepublik Deutschland | 31. März 2010      | Ali Reza Sheik Attar |
| Shahid Ahmad Kamal | Botschafter von Pakistan in der Bundesrepublik Deutschland | 14. April 2010     | Shahid Ahmad Kamal |
| Nurlan Onzhanov | Botschafter von Kasachstan in der Bundesrepublik Deutschland | 14. April 2010     | |
| Musaed Rashed Al Alharoun | Botschafter von Kuwait in der Bundesrepublik Deutschland | 8. Juli 2010       | |
| Francisco Nicolas Gonzales Diaz | Botschafter von Mexiko in der Bundesrepublik Deutschland | 11. August 2010    | Francisco Nicolas Gonzales Diaz |
| Igor Slobodník | Botschafter der Slowakischen Republik in der Bundesrepublik Deutschland | 26. Oktober 2010   | Igor Slobodník |
| Weltmeisterin im Fußball / U20-Torhüterin Almuth Schult (Magdeburger FFC) Weltmeister im Boxen Christina Hammer (WBO-Weltmeisterin im Mittelgewicht) Jan Zaveck (IBF-Weltmeister im Weltergewicht SPORT EVENTS STEINFORTH) Weltmeister im Kanu K2 der Männer über 1000 m Andreas Ihle (SC Magdeburg) Weltmeister U-23 Rudern-Achter Marco Neumann (SC Magdeburg) Studenten Weltmeisterin Trap-Einzel Jana Beckmann (Otto-von-Guericke-Universität Magdeburg), Weltmeister im Rettungsschwimmen (Senioren) Fabian Henning, Sebastian Hoffmann (Deutsche Lebensrettungsgesellschaft) Weltmeister im Karate Kata Einzel (Senioren) Mike Werner (Kimura Shukokai Karate) Weltmeister im Kraftsport, Bankdrücken (Senioren) Burkhard Steffen (FSV 1895 Magdeburg), Swen Friese (FSV 1895 Magdeburg), Uwe Eckert (Bodystyle Fitnesscenter), Kerstin Sacks (SV Friedensweiler) Weltmeisterin im Drachenboot (Masterclass) Gerlinde Prellberg Doppel-Weltmeister im Drachenboot (Masterclass) Wolfgang Belloff, Rolf Fischer, Jutta Glüge, Siegmar Glüge, Annerose Kopplin, Lutz Prellberg, Lutz Schoof, Jeanette Triebel, Irene Zappe (SCM-Team Domfelsen) | Ehrung der Sportweltmeister der Landeshauptstadt Magdeburg für das erstmalige Erringen eines Weltmeistertitels | 16. Dezember 2010  | Almuth Schult · Jan Zaveck · Andreas Ihle |
| Tim Guldimann | Botschafter der Schweizerischen Eidgenossenschaft in der Bundesrepublik Deutschland | 10. Februar 2011   | Tim Guldimann |
| Oleg Popov | anlässlich des Gastspiels des Großen Russischen Staatscircus im Rahmen der Oleg-Popov-Jubiläumstournee, Legendärer Zirkusclown | 11. Februar 2011   | Oleg Popov |
| Simon McDonald | Botschafter des Vereinigten Königreiches Großbritannien und Nordirland in der Bundesrepublik Deutschland | 9. März 2011       | Simon McDonald |
| Täve Schur | Radsportlegende, anlässlich seines 80. Geburtstages | 19. Mai 2011       | Täve Schur |
| Per Poulsen-Hansen | Botschafter des Königreiches Dänemarks in der Bundesrepublik Deutschland | 6. Juli 2011       | Per Poulsen-Hansen |
| József Czukor | Botschafter der Republik Ungarn in der Bundesrepublik Deutschland | 11. Juli 2011      | József Czukor |
| Angela Merkel, Dalia Grybauskaitė | Anlässlich der Verleihung des Kaiser Otto Preises 2011, Preisträgerin, Bundeskanzlerin der Bundesrepublik und Laudatorin, Präsidentin der Republik Litauen | 24. August 2011    | Angela Merkel · Dalia Grybauskaitė |
| Gabriela von Habsburg | Botschafterin von Georgien in der Bundesrepublik Deutschland | 20. Oktober 2011   | Gabriela von Habsburg |
| Maurice Gourdault-Montagne | Botschafter der Republik Frankreich in der Bundesrepublik Deutschland | 25. Oktober 2011   | Maurice Gourdault-Montagne |
| Daniel Gerard Mulhall | Botschafter der Republik Irland in der Bundesrepublik Deutschland | 2. November 2011   | Daniel Gerard Mulhall |
| Susi Kentikian, Tim Hornke, Dick Jaspers Feuerwehrsportler Hans-Jürgen Quilitz, Mario Friedrich Polizeisportler Manuela Kurrat, Juliane Frahm, Henry Dieringer, Thomas Meinert | Ehrung der Magdeburger Sportweltmeister 2011 | 20. Dezember 2011  | Susi Kentikian · Dick Jaspers |
| Hans-Georg Moldenhauer | Ehrenvizepräsident des Deutschen Fußball-Bundes in Anerkennung seiner herausragenden Erfolge als Torhüter und Torwarttrainer beim 1. FC Magdeburg sowie seines engagierten Wirkens im Präsidium des Deutschen Fußball-Bundes und als Präsident des Nordostdeutschen Fußball-Verbandes anlässlich seines 70. Geburtstages | 19. Januar 2012    | Hans-Georg Moldenhauer |
| Philip Dunton Murphy | Botschafter der Vereinigten Staaten von Amerika in der Bundesrepublik Deutschland | 7. Februar 2012    | Philip Dunton Murphy |
| Richard O. Wilhelm | Künstler und Glasgestalter, anlässlich seines 80. Geburtstages | 26. März 2012      | |
| Kornelija Utevska-Gligorovska | Botschafterin der ehemaligen jugoslawischen Republik Mazedonien in der Bundesrepublik Deutschland | 28. März 2012      | |
| Regina Frömert | Ehrenstadträtin | 15. Juni 2012      | |
| Francis Kamujanduzi Butagira | Botschafter der Republik Uganda in der Bundesrepublik Deutschland | 4. Juli 2012       | Francis Kamujanduzi Butagira |
| Sujatha Singh | Botschafterin der Republik Indien in der Bundesrepublik Deutschland | 14. August 2012    | Sujatha Singh |
| Colin Mawby | in Anerkennung seines künstlerischen Wirkens und in Würdigung seines Beitrags zur Bereicherung des kulturellen Lebens der Landeshauptstadt Magdeburg | 15. September 2012 | Colin Mawby |
| Andreas Ihle, Helge Meeuw, Martin Wierig, Nadine Kleinert, Josephine Terlecki, Janin Lindenberg, Eric Krüger, Mathias Rocher, Björgvin Pal Gustavsson, Ali Ghardooni | Empfang der Teilnehmer an der Olympiade und den Paralympics in London 2012 | 10. Oktober 2012   | |
| Reiner Haseloff | Ministerpräsident des Landes Sachsen-Anhalt, anlässlich der Kabinettssitzung der Landesregierung im Alten Rathaus Magdeburg | 23. Oktober 2012   | Reiner Haseloff |
| Klaus Erich Pollmann | langjähriger Rektor der Otto-von-Guericke-Universität, anlässlich seiner Verabschiedung | 1. November 2012   | |
| Karl Dean | Oberbürgermeister der Partnerstadt Nashville | 6. November 2012   | Karl Dean, 2013 |
| Weltmeister im Boxen Lukáš Konečný (Halbmittelgewicht - WBO Interims WM, SPORT EVENTS STEINFORTH) Weltmeister im Gewichtheben Jens Kabbe, Frank Schulze, Frank Zähle (Fermersleber Sportverein 1895 Magdeburg e. V.) Weltmeisterin im Kraftsport Bankdrücken Anne-Kathrin Miegel (Friedensweiler Sportverein e. V.) Weltmeister im Rettungsschwimmen Adrian Flügel (100 m Retten mit Flossen und Rettungsgurt, 4 × 50 m Hindernisstaffel) Weltmeisterin im Rettungsschwimmen Jeanette Libera-Körner (100 m Retten mit Flossen, 50 m Retten) (Deutsche Lebensrettungsgesellschaft) Weltmeister im Schwimmen Fabian Sadowski (50 m Brust) (SC Magdeburg e. V.) | Sportweltmeister des Jahres 2012 für das erstmalige Erringen eines Weltmeistertitels | 18. Dezember 2012  | Lukáš Konečný |
| Salah Abdel Shafi | Botschafter der Palästinensischen Diplomatischen Mission in der Bundesrepublik Deutschland | 16. Januar 2013    | SalahAbdel Shafi |
| Jae-Shin Kim | Botschafter der Republik Korea in der Bundesrepublik Deutschland | 7. Februar 2013    | Jae-Shin Kim (links) |
| Deividas Matulionis | Botschafter der Republik Litauen in der Bundesrepublik Deutschland | 14. Februar 2013   | Deividas Matulionis |
| Elyes Ghariani | Botschafter der Tunesischen Republik in der Bundesrepublik Deutschland | 26. Februar 2013   | Elyes Ghariani |
| Juan Pablo García-Berdoy | Botschafter des Königreichs Spanien in der Bundesrepublik Deutschland | 27. Februar 2013   | Juan Pablo García-Berdoy, 2017 |
| Yacov-David Hadas-Handelsman | Botschafter des Staates Israel in der Bundesrepublik Deutschland | 28. Februar 2013   | Yacov-David Hadas-Handelsman |
| Arthur Abraham, Robert Stieglitz, Ulli Wegner und Dirk Dzemski | aus Anlass des WM-Boxkampfes im Supermittelgewicht | 22. März 2013      | Arthur Abraham · Robert Stieglitz · Ulli Wegner |
| Andrei Giro | Botschafter der Republik Weißrussland in der Bundesrepublik Deutschland | 28. März 2013      | |
| Radi Naidenov | Botschafter der Republik Bulgarien in der Bundesrepublik Deutschland | 17. April 2013     | Radi Naidenov |
| Ralph Scheide | Botschafter der Republik Österreich in der Bundesrepublik Deutschland | 18. April 2013     | Ralph Scheide |
| Rodrigo Oswaldo Chaves | Botschafter der Bolivarischen Republik Venezuela in der Bundesrepublik Deutschland | 8. Mai 2013        | |
| Ernst Dieter Gilles, Henning Scheich | Gründungsdirektoren des Max-Planck-Instituts und des Leibniz-Instituts | 3. Juli 2013       | Henning Scheich |
| Edouard Philippe | Bürgermeister der Partnerstadt Le Havre | 8. Juli 2013       | Edouard Philippe |
| Egon Bahr | Preisträger des Kaiser-Otto-Preises 2013 in Würdigung seines politischen und persönlichen Wirkens im Sinne der Völkerverständigung und der europäischen Einigung | 18. Juli 2013      | Egon Bahr |
| Nongnuth Phetcharatana | Botschafterin des Königreichs Thailand in der Bundesrepublik Deutschland | 21. August 2013    | Nongnuth Phetcharatana |
| Mingde Shi | Botschafter der Volksrepublik China in der Bundesrepublik Deutschland | 22. August 2013    | Mingde Shi |
| Davaadorj Baldorj | Botschafter der Mongolei in der Bundesrepublik Deutschland | 4. September 2013  | |
| Christiane Nüsslein-Volhard | Direktorin der Abteilung Genetik, Max-Planck-Institut für Entwicklungsbiologie und Nobelpreisträgerin für Medizin (1995) | 16. Oktober 2013   | Christiane Nüsslein-Volhard |
| Wolf Hobohm | Anlässlich der Verleihung des Ehrenringes der Landeshauptstadt Magdeburg, Telemannpreisträger | 3. November 2013   | |
| Junior Rescue League – secondary education, Weltmeisterteam LuMa, Werner-von-Siemensgymnasium Lukas Hoyer, Marius Weiser Logistic League (Festo), Vizeweltmeister robOtto Otto-von-Guericke-Universität Magnus Hanses, Nils Harder, Juliane Höbel, Alexander Ratai, Kai Seidensticker, Stefan Wilske World Memory Championship London 2012 Weltmeister Johannes Mallow | Weltmeister und Vizeweltmeister RoboCup Weltmeisterschaft in Eindhoven 28. – 30. Juni 2013, World Memory Championship London 2012 Weltmeister | 27. November 2013  | |
| Bobsport / Vierer-Bob Weltmeister Marko Hübenbecker (Mitteldeutscher Sportclub), Profiboxen / Weltmeisterin WIBF und WBO Fliegengewicht Melissa Mc Morrow (SPORT EVENTS STEINFORTH), Profiboxen / Junioren-Weltmeister WBO Halbschwergewicht Dominic Bösel (SPORT EVENTS STEINFORTH), Profiboxen / Junioren-Weltmeister IBF Cruisergewicht Dennis Ronert (SPORT EVENTS STEINFORTH), Rudern / Juniorenweltmeister DV Max Appel (SC Magdeburg), Rudern / Junioren-Weltmeister DZW Philipp-André Syring (SC Magdeburg), World Games 1. Platz Kanurennsport C1 Yul Oeltze (SC Magdeburg), 1. Platz Rettungsschwimmen Staffel Anke Palm (DLRG Magdeburg), World Police and Fire Games 1. Platz Biathlon René Schneider (Technisches Polizeiamt Sachsen-Anhalt), 2 x 1. Platz Schießen Frank Schubert (Landeskriminalamt Sachsen-Anhalt), 2 x 1. Platz Kraftsport Mario Schulz (Polizeidirektion Sachsen-Anhalt Nord), 1. Platz Schwimmen - 50 m Freistil und 50 m Schmetterling Martina Bärwald (Polizeidirektion Sachsen-Anhalt Nord, SSC Hellas), 1. Platz Leichtathletik / Hochsprung Desiree Sehlis (Polizeidirektion Sachsen-Anhalt Nord), 2 x 1. Platz Leichtathletik - Diskuswerfen und Kugelstoßen Steffen Simoneit (Feuerwehr Magdeburg), 1. Platz Kraftsport / Kreuzheben Stefan Günther (Landesbereitschaftspolizei Sachsen-Anhalt) | Sportweltmeister 2013 für das erstmalige Erringen eines Weltmeistertitels | 10. Dezember 2013  | Marko Hübenbecker |
| Daniel Adán Dziewezo Polski | Botschafter der Republik Argentinien in der Bundesrepublik Deutschland | 7. April 2014      | |
| John B. Emerson | Botschafter der Vereinigten Staaten von Amerika in der Bundesrepublik Deutschland | 23. April 2014     | John B. Emerson |
| Elita Kuzma | Botschafterin der Republik Lettland in der Bundesrepublik Deutschland | 2. Juli 2014       | Elita Kuzma |
| Rüdiger Koch | Bürgermeister und Beigeordnete, anlässlich seiner Verabschiedung und der Verleihung des Ehrenringes der Landeshauptstadt Magdeburg | 16. Oktober 2014   | |
| Tsolmon Bolor | Botschafter der Mongolei in der Bundesrepublik Deutschland | 22. Oktober 2014   | Tsolmon Bolor (links) |
| Marta Kos Marko | Botschafterin der Republik Slowenien in der Bundesrepublik Deutschland | 23. Oktober 2014   | Marta Kos Marko |
| Hans-Werner Brüning | aus Anlass seiner Verabschiedung als Beigeordneter für Soziales, Jugend und Gesundheit von 2009 bis 2014 | 17. November 2014  | |
| Andreas Geiger | aus Anlass seiner Verabschiedung und in Anerkennung seiner großen Verdienste um die Hochschule Magdeburg-Stendal und den Wissenschaftsstandort Magdeburg | 12. Dezember 2014  | |
| Lado Chanturia | Botschafter von Georgien in der Bundesrepublik Deutschland | 15. Dezember 2014  | Lado Chanturia |
| Marie Gervais-Vidricaire | Botschafterin Kanadas in der Bundesrepublik Deutschland | 15. Dezember 2014  | Marie Gervais-Vidricaire |
| ehemalige Stadträtin Karin Meinecke (1990 bis 2014), ehemalige Stadträte Jens Ansorge (1999 bis 2014), Hans-Dieter Bromberg (1990 bis 1994 und 1999 bis 2014), Olaf Czogalla (1990 bis 1994 und 1999 bis 2014), Wolfgang Wähnelt (1994 bis 2014) | Verleihung der Ehrenbezeichnung „Ehrenstadträtin/Ehrenstadtrat der Landeshauptstadt Magdeburg“ in Anerkennung ihres langjährigen Engagements für die Landeshauptstadt Magdeburg und ihre Bürgerinnen und Bürger | 22. Januar 2015    | |
| Schüler des Werner-von-Siemens-Gymnasiums; Daniel Busse, Lukas Hoyer; Lars Munser | Erringen des Weltmeistertitels und einer Silbermedaille von Schülern des Werner-von-Siemens-Gymnasiums bei internationalen Meisterschaften im Wissenschaftsbereich im Jahr 2014; RoboCup Weltmeisterschaft in João Pessoa (Brasilien) vom 19. bis 24. Juli 2014; Internationale Mathematik-Olympiade in Kapstadt (Südafrika) vom 3. bis 13. Juli 2014 | 26. Januar 2015    | |
| Marie Odile Bonkoungou Balima | Botschafterin von Burkina Faso in der Bundesrepublik Deutschland | 4. Februar 2015    | |
| Tomáš Jan Podivínský | Botschafter der Tschechischen Republik in der Bundesrepublik Deutschland | 20. Februar 2015   | Tomáš Jan Podivínský |
| Philippe Étienne | Botschafter der Republik Frankreich in der Bundesrepublik Deutschland | 2. April 2015      | Philippe Étienne |
| | 1. FC Magdeburg, ANLÄSSLICH DES AUFSTIEGS IN DIE 3. LIGA AM 31. MAI 2015 | 1. Juni 2015       | |
| Waltraut Zachhuber | Superintendentin i. R., Verleihung des Ehrenringes der Landeshauptstadt Magdeburg | 30. Juni 2015      | |
| Andrij Melnyk | Botschafter der Ukraine in der Bundesrepublik Deutschland | 2. September 2015  | Andrij Melnyk |
| Ivica Dacic | Amtierender Vorsitzender der OSZE 2015, Erster stellvertretender Ministerpräsident und Minister für auswärtige Angelegenheiten der Republik Serbien, anlässlich der Verleihung des Kaiser-Otto-Preises der Landeshauptstadt Magdeburg 2015 an die Organisation für Sicherheit und Zusammenarbeit in Europa | 19. September 2015 | Ivica Dacic |
| Didier Burkhalter | Bundesrat und Vorsteher des Eidgenössischen Departements für auswärtige Angelegenheiten der Schweiz, Amtierender Vorsitzender der OSZE 2014 anlässlich der Verleihung des Kaiser-Otto-Preises der Landeshauptstadt Magdeburg 2015 an die Organisation für Sicherheit und Zusammenarbeit in Europa | 19. September 2015 | Didier Burkhalter |
| Frank-Walter Steinmeier | Bundesminister des Auswärtigen der Bundesrepublik Deutschland anlässlich der Verleihung des Kaiser-Otto-Preises der Landeshauptstadt Magdeburg 2015 an die Organisation für Sicherheit und Zusammenarbeit in Europa | 19. September 2015 | Frank-Walter Steinmeier |
| Aschot Smbatjan | Botschafter der Republik Armenien in der Bundesrepublik Deutschland | 30. September 2015 | Aschot Smbatjan |
| Peter Lizák | Botschafter der Slowakischen Republik in der Bundesrepublik Deutschland | 17. Dezember 2015  | |
| Finn Lemke | Europameister mit der deutschen Handballnationalmannschaft | 29. Februar 2016   | Finn Lemke |
| Handballspieler des SC Magdeburg | Sieg im Finale des DHB-Pokals 2016 | 2. Mai 2016        | |
| Źeljko Janjetović | Botschafter von Bosnien und Herzegowina in der Bundesrepublik Deutschland | 8. Juni 2016       | Źeljko Janjetović (links), 2009 |
| Andreas Guibeb | Botschafter der Republik Namibia in der Bundesrepublik Deutschland | 13. Juni 2016      | |
| Péter Györkös | Botschafter der Republik Ungarn in der Bundesrepublik Deutschland | 22. Juni 2016      | Péter Györkös |
| Badreldin Abdalla Mohamed Ahmed, Republik Sudan, Houadja Léon Adom Kacou, Republik Côte d'Ivoire, Badr Ahmed Mohamed Abdelatty, Arabische Republik Ägypten, Nor-Eddine Aouam, Volksrepublik Algerien, Fatoumata Baldé, Republik Guinea, Boubacar Boureima, Republik Niger, Horst Heinrich Brammer (Geschäftsträger a. i.), Republik Südafrika, Bwalya Stanley Kasonde Chiti, Republik Sambia, Amadeu Paulo Samuel Da Conceição, Republik Mosambik, Akua Sena Dansua, Republik Ghana, Ethel Davis, Republik Liberia, Toumani Djimé Diallo, Republik Mali, Kwami Christophe Dikenou, Republik Togo, Malam Djassi, Republik Guinea-Bissau, Jaqueline Maria Duarte Pires Ferreira Rodrigues Pires, Republik Cabo Verde, Gabrielle Christine Aiko ép. Ahossi (Geschäftsträger a. i.), Republik Benin, Andreas Guibeb, Republik Namibia, Simplice Honoré Guibila, Burkina Faso, Kheswar Jankee, Republik Mauritius, Jean Marie Maguena, Gabunische Republik, Michael Barth Kamphambe-Nkhoma, Republik Malawi, Joseph Kipng'etich Magutt, Republik Kenia, Pantaleón Mayiboro Mico Nchama, Republik Äquatorialguinea, Tswelopele Cornelia Moremi, Republik Botsuana, Christopher H. Mvula (Chargé d'affaires), Vereinigte Republik Tansania, Ousmane Camara Ndiongue (Geschäftsträger a. i.), Republik Senegal, Jacques Yvon Ndolou, Republik Kongo, Alberto Correia Neto, Republik Angola, Botschaftsrat Benedicto Nshimiyimana, Republik Ruanda, Kenneth Ogoro Okeh (Geschäftsträger a. i.), Bundesrepublik Nigeria, Sitona Abdalla Osman, Republik Südsudan, Florence Isabelle Rafaramalala ép. Ratsimba (Geschäftsträgerin a. i.), Republik Madagaskar, Mahamat Abdoulaye Senoussi, Republik Tschad, Clémentine Shakembo Kamanga, Demokratische Republik Kongo, Jongopie Siaka Stevens, Republik Sierra Leone, Marcel Robert Tibaleka, Republik Uganda, Kuma Demeksa Tokon, Demokratische Bundesrepublik Äthiopien | Besuch der Botschafter Afrikas in der Bundesrepublik Deutschland aus Anlass der Informationsreise des Afrikabeauftragten der Bundesregierung in der Landeshauptstadt Magdeburg | 1. Juli 2016       | Badreldin Abdalla Mohamed Ahmed (links) · Badr Abdelatty · Nor-Eddine Aouam (links) · Fatoumata Baldé · Bwalya Stanley Kasonde Chiti (links) und Amadeu Paulo Samuel Da Conceição (zweiter von rechts) · Akua Sena Dansua, Ghana · Simplice Honoré Guibila (Mitte) · Jean Marie Maguena · Joseph Magutt · Jacques Yvon Ndolou · Sitona Abdalla Osman (rechts) · Clémentine Shakembo Kamanga (Mitte) · Marcel Robert Tibaleka (Mitte) |
| Jannick Green, Mads Christiansen, Michael Damgaard, Finn Lemke, Franziska Hentke, Florian Wellbrock, Marcel Hacker, Marko Bezjak, Jana Beckmann | Die erfolgreiche Teilnahme der Magdeburger Sportlerinnen und Sportler bei den Olympischen Sommerspielen 2016 in Rio de Janeiro | 29. August 2016    | |
| Badr Abdelatty | Botschafter der Arabischen Republik Ägypten in der Bundesrepublik Deutschland | 3. November 2016   | Badr Abdelatty |
| Leander Bartsch, Julian Benda, Antonius Naumann, Daniel Busse, Brendan Berg, Malte Schmieder | Weltmeister bei den RoboCup-Weltmeisterschaften vom 30. Juni bis 3. Juli 2016 in Leipzig | 9. Januar 2017     | |
| João Mira Gomes | Botschafter der Portugiesischen Republik | 15. März 2017      | |
| Giselher Quast | Domprediger i. R., Verleihung des Ehrenringes der Landeshauptstadt Magdeburg | 25. April 2017     | Giselher Quast |
| William Mart Laanemäe | Botschafter der Republik Estland in der Bundesrepublik Deutschland | 3. Mai 2017        | William Mart Laanemäe |
| Federica Mogherini | Hohe Vertreterin der Europäischen Union für Außen- und Sicherheitspolitik und Vizepräsidentin der Europäischen Kommission, anlässlich der Verleihung des Kaiser-Otto-Preises | 17. Oktober 2017   | Federica Mogherini |
| Ursula von der Leyen | Bundesministerin der Verteidigung | 17. Oktober 2017   | Ursula von der Leyen |
| Mário Vilalva | Botschafter der Föderativen Republik Brasilien in der Bundesrepublik Deutschland | 7. Dezember 2017   | Mário Vilalva |
| Bruno Groth | In Würdigung seines künstlerischen Lebenswerkes | 18. Dezember 2017  | Bruno Groth |
| Günther Hoff | In Würdigung seines künstlerischen Lebenswerkes | 18. Dezember 2017  | |
| Ali Abdulla Mohamed Saeed Al Ahmed | Botschafter der Vereinigten Arabischen Emirate in der Bundesrepublik Deutschland | 21. März 2018      | Ali Abdulla Mohamed Saeed Al Ahmed |
| Gordan Grlić Radman | Botschafter der Republik Kroatien in der Bundesrepublik Deutschland | 26. März 2018      | Gordan Grlić Radman |
| Denis Sidorenko | Botschafter der Republik Belarus in der Bundesrepublik Deutschland | 3. April 2018      | Denis Sidorenko (Mitte) |
| Andrea Eskau | Universitätssportclub „Otto von Guericke“ Magdeburg e. V. in Würdigung ihrer beachtlichen Erfolge bei den Paralympischen Winterspielen 2018 in Pyeongchang Goldmedaille im Biathlon über 10 km sitzend Goldmedaille im Biathlon über 12,5 km sitzend Silbermedaille im Skilanglauf über 12 km sitzend Silbermedaille im Skilanglauf über 5 km sitzend Silbermedaille im Skilanglauf über 1,1 km sitzend Bronzemedaille im Skilanglauf in der Mixed-Staffel 4 × 2,5 km | 20. April 2018     | Andrea Eskau |
| 1. FC Magdeburg | anlässlich des Aufstiegs in die 2. Fußballbundesliga | 6. Mai 2018        | Eintragung am 6. Mai 2018 |
| Darius Jonas Semaška | Botschafter der Republik Litauen in der Bundesrepublik Deutschland | 30. Mai 2018       | Darius Jonas Semaška |
| Jeremy Issacharoff | Botschafter des Staates Israel in der Bundesrepublik Deutschland | 31. Mai 2018       | Jeremy Issacharoff |
| Kinder- und Jugendchor Magdeburg | anlässlich der erfolgreichen Teilnahme beim 10. Deutschen Chorwettbewerb in Freiburg, 1. Platz in der Kategorie Mädchenchöre und Sonderpreis der Volks- und Raiffeisenbanken für herausragendes „gemeinschaftliches Engagement“ | 25. Juni 2018      | |
| Florian Wellbrock, Rob Muffels und Bernd Berkhahn | Medaillengewinner des Sportclub Magdeburg e. V. bei den 34. Schwimmeuropameisterschaften in Glasgow über Goldmedaille 1500 m Freistil (Becken), Silbermedaille 5 Kilometer Mixed-Staffel (Freiwasser), Bronzemedaille 800 m Freistil (Becken) (Wellbrock); Bronzemedaille 10 km (Freiwasser) (Muffels) und Trainer (Berkhahn) | 15. August 2018    | Florian Wellbrock |
| Lea-Jasmin Riecke | anlässlich ihres sensationellen Erfolges als U20-Weltmeisterin im Weitsprung mit einer Weite von 6,51 Metern | 23. August 2018    | |
| Yul Oeltze, Detlef Hummelt, Jasmin Fritz, Eckhard Leue | Medaillengewinner des Sportclub Magdeburg e. V. bei den Kanu-Weltmeisterschaften 2018 in Montemor-o-Velho, Portugal; Goldmedaille (Canadier-Zweier über 1000 m) (Oeltze), Trainer (Hummelt), Bronzemedaille (Kajak-Zweier über 500 m) (Fritz), Trainer (Leue) | 28. August 2018    | |
| Marie Brämer-Skowronek und Trainerin Theresa Wagner | anlässlich des Gewinns der Silbermedaille im Kugelstoßen bei der Europameisterschaft in der Para-Leichtathletik 2018 | 28. August 2018    | |
| Takeshi Yagi | Botschafter von Japan in der Bundesrepublik Deutschland | 12. November 2018  | Takeshi Yagi (links) |
| Horst Seehofer, Thomas Strobl, Joachim Herrmann, Andreas Geisel, Karl-Heinz Schröter, Ulrich Mäurer, Andy Grote, Peter Beuth, Lorenz Caffier, Boris Pistorius, Herbert Reul, Roger Lewentz, Klaus Bouillon, Roland Wöller, Holger Stahlknecht, Hans-Joachim Grote, Georg Maier | Die Innenminister und -senatoren anlässlich der 209. Sitzung der Ständigen Konferenz der Innenminister und -senatoren der Länder vom 28. bis 30. November in Magdeburg | 29. November 2018  | |
| Jannick Green Krejberg, Christian O’Sullivan, Matthias Musche, Albin Lagergren, Željko Musa | Für die erfolgreiche Teilnahme der Handballer des Sportclub Magdeburg e. V. als Mitglieder ihrer Nationalmannschaften bei den Handball-Weltmeisterschaften 2019; 1. Platz mit der dänischen Männer-Handballnationalmannschaft Jannick Green Krejberg; 2. Platz mit der norwegischen Männer-Handballnationalmannschaft Christian O‘Sullivan; 4. Platz mit der deutschen Männer-Handballnationalmannschaft Matthias Musche; 5. Platz mit der schwedischen Männer-Handballnationalmannschaft Albin Lagergren; 6. Platz mit der kroatischen Männer-Handballnationalmannschaft Zeljko Musa | 12. Februar 2019   | |
| Wepke Kingma | Botschafter des Königreiches der Niederlande in der Bundesrepublik Deutschland | 20. Februar 2019   | Wepke Kingma (links), 2018 |
| Jean Graff | Botschafter des Großherzogtums Luxemburg in der Bundesrepublik Deutschland | 4. März 2019       | Jean Graff |
| Ramin Hasanov | Botschafter der Republik Aserbaidschan in der Bundesrepublik Deutschland | 10. April 2019     | Ramin Hasanov |
| Willem Van de Voorde | Botschafter des Königreichs Belgien in der Bundesrepublik Deutschland | 29. Mai 2019       | Willem Van de Voorde (rechts), 2016 |
| Finnia Wunram, Florian Wellbrock, Rob Muffels, Sarah Köhler, Bernd Berkhahn | Medaillengewinner bei der Schwimm-WM 2019 und Trainer | 30. Juli 2019      | |
| Ilse Junkermann | scheidende evangelische Landesbischöfin | 5. August 2019     | Ilse Junkermann, 2014 |
| Gerhard Unger | anlässlich der Verleihung des Ehrenrings der Stadt Magdeburg | 12. August 2019    | Gerhard Unger bei der Eintragung in das Goldene Buch |
| Christoph Steup, Franziska Labitzke, Adrian Köring, Gerhard Jörges, Niklas Harriehausen, Wiebke Outzen | Das Team robOTTO der Otto-von-Guericke-Universität Magdeburg in Würdigung des 2. Platzes in der @work-League bei der RoboCup-Weltmeisterschaft vom 2. bis 8. Juli in Sydney | 28. Oktober 2019   | |
| Johannes Mallow | In Würdigung des Titels „Gedächtnisweltmeister“ bei den World Memory Championships der International Association of Memory (IAM) im Dezember 2018 in Wien | 28. Oktober 2019   | |
| Damian Groß | vom Werner-von-Siemens-Gymnasium in Würdigung des Erringens der Goldmedaille und des Titels „Europameister“ im Team Deutschland B bei der Europäischen ScienceOlympiade (EUSO) 2018 und 2019 | 28. Oktober 2019   | |
| Anne Sipiläinen | Botschafterin der Republik Finnland in der Bundesrepublik Deutschland | 30. Oktober 2019   | Anne Sipiläinen |
| Pedro Raúl Villagra Delgado | Botschafter der Argentinischen Republik in der Bundesrepublik Deutschland | 9. Januar 2020     | Pedro Raúl Villagra Delgado |
| Gunter Schindehütte (Stadtrat von 1990 bis 2019), Alfred Westphal (Stadtrat von 1990 bis 2011 und 2014 bis 2019), Hubert Salzborn (Stadtrat von 1994 bis 2019), Monika Zimmer (Stadträtin von 1994 bis 2003 und 2009 bis 2019), Beate Wübbenhorst (Stadträtin von 1999 bis 2019, Vorsitzende des Stadtrates von 2009 bis 2014), Bernd Reppin (Stadtrat von 2004 bis 2019), Klaus Kutschmann (Stadtrat von 2004 bis 2019) | Verleihung der Ehrenbezeichnung „Ehrenstadträtin / Ehrenstadtrat der Landeshauptstadt Magdeburg“ in Anerkennung ihres langjährigen Engagements für die Landeshauptstadt Magdeburg und ihre Bürgerinnen und Bürger | 23. Januar 2020    | |
| Elena Radkova Shekerletova | Botschafterin der Republik Bulgarien in der Bundesrepublik Deutschland | 6. Februar 2020    | Elena Radkova Shekerletova |
| Hugo Boeck (Stadtrat von 1999 bis 2004 sowie von 2006 bis 2019) | Verleihung der Ehrenbezeichnung „Ehrenstadtrat der Landeshauptstadt Magdeburg“ in Anerkennung seines langjährigen Engagements für die Landeshauptstadt Magdeburg und ihre Bürgerinnen und Bürger | 4. Juni 2020       | |
| Rainer Nitsche | Aus Anlass der Verabschiedung und in Würdigung seines langjährigen Dienstes als Beigeordneter für Wirtschaft, Tourismus und regionale Zusammenarbeit von 2009 bis 2020 | 29. Juni 2020      | |
| Matthias Puhle | Aus Anlass der Verabschiedung und in Würdigung seines langjährigen Dienstes als Beigeordneter für Kultur, Schule und Sport von 2014 bis 2020 | 29. Juni 2020      | Matthias Puhle |
| Jong Bum-goo | Botschafter der Republik Korea in der Bundesrepublik Deutschland | 16. September 2020 | Jong Bum-goo (Mitte) |
| Abdulah Skaka | Bürgermeister der Partnerstadt Sarajevo | 14. Oktober 2020   | Abdulah Skaka |
| Klaus Werner Iohannis | Präsidenten der Republik Rumänien, Ehrung mit dem Kaiser-Otto-Preis der Landeshauptstadt Magdeburg | 14. Oktober 2020   | Klaus Werner Iohannis |
| Heiko Maas | Bundesminister des Auswärtigen, anlässlich der Verleihung des Kaiser-Otto-Preises der Landeshauptstadt Magdeburg | 14. Oktober 2020   | Heiko Maas |
| Dieter Scheidemann | Aus Anlass der Verabschiedung in den Ruhestand und in Würdigung seines langjährigen Wirkens als Beigeordneter für Stadtentwicklung, Bau und Verkehr vom 1. Januar 2009 bis 30. April 2021 | 29. April 2021     | |
| Die Handballspieler des SC Magdeburg | anlässlich des erfolgreichen Sieges der EHF European League 2021 | 25. Mai 2021       | |
| Florian Wellbrock (Goldmedaille 10 km Freiwasser, Bronzemedaille 1500 m Freistil, 4. Platz 800 m Freistil), Rob Muffels (11. Platz 10 km Freiwasser), Finnia Wunram (10. Platz 10 km Freiwasser), Franziska Hentke (13. Platz 200 m Schmetterling), Isabel Gose (6. Platz 400 m Freistil, 6. Platz 4 × 200 m Freistilstaffel, 11. Platz 200 m Freistil, 9. Platz 800 m Freistil), Lukas Märtens (7. Platz 4 × 200 m Freistilstaffel, 18. Platz 200 m Freistil, 12. Platz 400 m Freistil, 11. Platz 1500 m Freistil), Sharon van Rouwendaal (Silbermedaille 10 km Freiwasser, 200 m Rücken), Sarah Köhler (Bronzemedaille 1500 m Freistil, 7. Platz 800 m Freistil), Celine Rieder (27. Platz 1500 m Freistil), Bernd Berkhahn (Trainer), Norbert Warnatzsch (Trainer), Max Appel (8. Platz Rudern Doppelvierer Männer), David Wrobel (Vorkampf Diskus), Michael Müller (Canadier Ersatzmann), Detlef Hummelt (Trainer), Philipp Weber (Handball, Deutschland, Viertelfinale), Magnus Saugstrup (Handball, Dänemark, Silbermedaille), Christian O’Sullivan (Handball, Norwegen, Viertelfinale), Magnus Gullerud (Handball, Norwegen, Viertelfinale), Daniel Petterson (Handball, Schweden, Viertelfinale), Tobias Tönnies (Handball, Schiedsrichter), Robert Schulze (Handball, Schiedsrichter) | anlässlich der erfolgreichen Teilnahme der Magdeburger Sportlerinnen und Sportler an den Olympischen Sommerspielen 2020 in Tokio | 17. August 2021    | Gruppenbild nach der Eintragung in das Goldene Buch · Eintragung Florian Wellbrock |
| Klaus Zimmermann | aus Anlass der Verabschiedung und in Würdigung seines langjährigen Wirkens als Bürgermeister vom 1. November 2014 bis 30. September 2021 und Beigeordneter für Finanzen und Vermögen vom 1. Juli 2007 bis 30. September 2021 | 27. September 2021 | Dankesrede von Klaus Zimmermann nach Eintragung in das Goldene Buch |
| Marie Brämer-Skowronek, Theresa Wagner (Trainerin) | Anlässlich der erfolgreichen Teilnahme von Marie Brämer-Skowronek vom SC Magdeburg an den Paralympischen Sommerspielen 2020 in Tokio | 8. Oktober 2021    | |
| Tomáš Kafka | Botschafter der Tschechischen Republik in der Bundesrepublik Deutschland | 3. November 2021   | |
| Däuren Käripow | Botschafter der Republik Kasachstan in der Bundesrepublik Deutschland | 8. Dezember 2021   | |
| Steven D. Zohn | Anlässlich der Verleihung des Georg-Philipp-Telemann-Preises und in Würdigung seiner verdienstvollen Beiträge zu Leben und Werk Georg Philipp Telemanns und zu einer Internationalisierung der Telemannforschung | 27. März 2022      | |
| Wiebke Outzen, Franziska Labitzke, Adrian Köring, Inga Brockhage, Leander Bartsch, Jurek Rostalsky, Dr. Christoph Steup, Karl Klix, Hauke Petersen | Anlässlich des Erringens des 3. Platzes des Teams robOTTO der Otto-von-Guericke-Universität Magdeburg in der RoboCup@work-League bei der RoboCup-Weltmeisterschaft vom 24. bis 28. Juni 2021 | 27. April 2022     | |
| Théo Lequy (Gold bei der Europäischen Physik-Olympiade, Juni 2021; Silber bei der Internationalen Physik-Olympiade, August 2021), Katharina Bade (Bronze bei der European Girls‘ Olympiad in Informatics, Juni 2021), Pascal Schoppenhauer (Schülerteam „Sbots“ Weltmeister RoboCup 2021 im Super Team Wettbewerb), Janne Skirlo (Schülerteam „Sbots“ Weltmeister RoboCup 2021 im Super Team Wettbewerb), Philipp Richter (Schülerteam „Sbots“ Weltmeister RoboCup 2021 im Super Team Wettbewerb) | Anlässlich des Erringens von europäischen und internationalen Erfolgen bei Schülerwettbewerben durch die Schülerinnen und Schüler des Werner-von-Siemens-Gymnasiums Magdeburg | 27. April 2022     | |
| 1. FC Magdeburg | anlässlich des Aufstiegs in die 2. Fußballbundesliga | 6. Mai 2022        | Gruppenbild nach Eintragung in das Goldene Buch |
| Giovanni Xuereb | Botschafter der Republik Malta in der Bundesrepublik Deutschland | 13. Mai 2022       | |
| Die Handballspieler des SC Magdeburg | anlässlich des Gewinns der Deutschen Meisterschaft 2021/2022 | 12. Juni 2022      | Gruppenbild nach Eintragung in das Goldene Buch |
| Karen Stone | Aus Anlass der Verabschiedung und in Würdigung ihres langjährigen Wirkens als Generalintendantin des Theaters Magdeburg vom 1. September 2009 bis 31. Juli 2022 | 13. Juni 2022      | |
| Helmut Herdt | In Würdigung der langjährigen Verdienste um den Aufbau und die Entwicklung der Energiewirtschaft in der Landeshauptstadt Magdeburg und in Anerkennung seines persönlichen Engagements für die kulturelle und gesellschaftliche Entwicklung Magdeburgs | 20. Juni 2022      | |
| Lutz Trümper | In Würdigung und in Anerkennung seiner Verdienste als Oberbürgermeister der Landeshauptstadt Magdeburg. In 21 Jahren Amtszeit hat er mit überaus erfolgreicher Arbeit und herausragendem Engagement das Wohl der Stadt gemehrt und Magdeburg als moderne und aufstrebende Großstadt mit großem Zukunftspotenzial fest etabliert. | 29. Juni 2022      | Eintragung ins Goldene Buch am 29. Juni 2022 |
| Ron Prosor | Botschafter des Staates Israel in der Bundesrepublik Deutschland | 10. November 2022  | Ron Prosor, 2022 |
| Gordan Bakota | Botschafter der Republik Kroatien in der Bundesrepublik Deutschland | 16. November 2022  | Gordan Bakota, 2022 |
| Holger Platz | Aus Anlass der Verabschiedung und in Würdigung seines langjährigen Wirkens als Beigeordneter für Personal, Bürgerservice und Ordnung vom 1. Januar 2002 bis 31. Dezember 2022 | 14. Dezember 2022  | |
| Handballspieler des SC Magdeburg Mike Jensen, Nikola Portner, Lucas Meister, Piotr Chrapkowski, Vladan Lipovina, Matthias Musche, Gísli Þorgeir Kristjánsson, Daniel Pettersson, Omar Ingi Magnusson, Tim Hornke, Philipp Weber, Lukas Mertens, Magnus Saugstrup, Christian O’Sullivan, Marko Bezjak, Kay Smits, Michael Damgaard, Oscar Bergendahl, Bennet Wiegert, Yves Grafenhorst, Antoni Parecki, Andreas Grote, Matthias Fehse, Daniel Müller, Felix Eckert, Marc-Henrik Schmedt, Dirk Roswandowicz, Bodmar Reichert und Steffen Stiebler | anlässlich des Gewinnes der Champions League 2023 | 19. Juni 2023      | |
| Kerstin Gensch | in Würdigung der langjährigen Verdienste als Protokollchefin der Landeshauptstadt Magdeburg | 28. Juni 2023      | |
| Michael Kempchen | langjähriger Intendant des Puppentheaters Magdeburg anlässlich seiner Verabschiedung | 25. Juli 2023      | |
| Hidenao Yanagi | Botschafter Japans in der Bundesrepublik Deutschland | 31. Juli 2023      | Hidenao Yanagi, 2020 |
| Katarina Barley | Vizepräsidentin des Europäischen Parlaments als Festrednerin anlässlich der Verleihung des Kaiser-Otto-Preises der Landeshauptstadt Magdeburg | 30. August 2023    | Katarina Barley bei der Eintragung |
| Joachim Gauck | Bundespräsident a. D. als Laudator anlässlich der Verleihung des Kaiser-Otto-Preises der Landeshauptstadt Magdeburg | 30. August 2023    | Joachim Gauck bei der Eintragung |
| Zuzana Čaputová | Präsidentin der Slowakischen Republik in Würdigung ihres politischen Wirkens zur Förderung des europäischen Einigungsprozesses anlässlich der Verleihung des Kaiser-Otto-Preises der Landeshauptstadt Magdeburg | 30. August 2023    | Zuzana Čaputová bei der Eintragung |
| Lutz Trümper | Oberbürgermeister a. D. anlässlich seiner Ernennung zum Ehrenbürger | 13. September 2023 | Lutz Trümper bei der Eintragung |
| Die Schwimmerinnen und Schwimmer aus der Trainingsgruppe vom Sportclub Magdeburg e. V. Florian Wellbrock, Isabel Gose, Lukas Märtens, Leonie Märtens, Marius Zobel (alle SC Magdeburg), Oliver Klemet (SG Frankfurt), Celine Rieder (Sportunion Neckarsulm), Sharon van Rouwendaal (Niederlande), Moesha Johnson (Australien), Trainerteam um Bernd Berkhahn | anlässlich der erfolgreichen Teilnahme bei internationalen Schwimmtitelkämpfen 2023 in Fukuoka, Japan, Dublin, Irland und in Chengdu, China | 21. September 2023 | |
| Oleksij Makejew | Botschafter der Ukraine in der Bundesrepublik Deutschland | 28. September 2023 | Oleksij Makejew |
| Manfred Tröger | In Anerkennung seiner Verdienste als Initiator und Mitbegründer der Otto-von-Guericke-Gesellschaft 1991 und der Otto-von-Guericke-Stiftung 2003 | 25. Oktober 2023   | |
| Barry Jordan | Kirchenmusikdirektor, In Anerkennung seiner Verdienste als Kantor und Organist im Magdeburger Dom | 29. November 2023  | Barry Jordan |
| Frank-Erich Hengstmann | Kabarettist, In Anerkennung seiner Verdienste um die Kulturlandschaft Magdeburgs und in Würdigung seiner künstlerischen Lebensleistung | 7. Februar 2024    | |
| Barthold Kuijken | Anlässlich der Verleihung des Georg-Philipp-Telemann-Preises und in Würdigung seiner langjährigen verdienstvollen Auseinandersetzung mit den Werken Georg Philipp Telemanns | 8. März 2024       | |
| Michael Kempchen | Aus Anlass der Verleihung des Ehrenringes der Landeshauptstadt Magdeburg und in Würdigung seiner Verdienste und seines Engagements als Intendant des Magdeburger Puppentheaters in der Zeit von 1990 - 2023 | 25. April 2024     | |
| Die Mannschaft des 1. FC Magdeburg des Jahres 1974 | Aus Anlass des 50-jährigen Jubiläums des Europapokalgewinns am 8. Mai 1974 | 8. Mai 2024        | Eintragung am 8. Mai 2024 |
| Klaus Zimmermann | Aus Anlass der Verleihung des Ehrenringes der Landeshauptstadt Magdeburg und in Würdigung seiner Verdienste als Beigeordneter für Finanzen und Vermögen von 2007 bis 2021 sowie als Bürgermeister von 2014 bis 2021 | 27. Mai 2024       | Eintragung am 27. Mai 2024 |
| Holger Platz | Aus Anlass der Verleihung des Ehrenringes der Landeshauptstadt Magdeburg und in Würdigung seiner Verdienste als Beigeordneter für Personal, Bürgerservice und Ordnung von 2002 bis 2022 | 27. Mai 2024       | Eintragung am 27. Mai 2024 |
| Die Handballspieler des SC Magdeburg Sergey Hernández, Lucas Meister, Piotr Chrapkowski, Matthias Musche, Felix Claar, Gísli Þorgeir Kristjánsson, Daniel Pettersson, Janus Daði Smárason, Ómar Ingi Magnússon, Tim Hornke, Philipp Weber, Albin Lagergren, Lukas Mertens, Magnus Saugstrup, Christian O’Sullivan, Michael Damgaard, Oscar Bergendahl, Mikael Aggefors, Bennet Wiegert, Yves Grafenhorst, Dino Spiranec, Andreas Grote, Matthias Fehse, Tino Meyer, Lars Dammann, Daniel Müller, Marc-Henrik Schmedt, Steffen Stiebler, Dirk Roswandowicz und Bodmar Reichert | anlässlich der Titelgewinne der Saison 2023/24 IHF Men’s Super Globe 2023, DHB-Pokal 2023/24 und Deutsche Meisterschaft der Handball-Bundesliga 2023/24 | 2. Juni 2024       | |
| Lukas Märtens, Isabel Gose, Florian Wellbrock, Bernd Berkhahn, Norbert Warnatzsch, Eicke Schiller | Anlässlich der erfolgreichen Teilnahme der Magdeburger Sportlerinnen und Sportler an den Olympischen Sommerspielen 2024 in Paris - Schwimmen Lukas Märtens (Goldmedaille 400 m Freistil, 5. Platz 200 m Freistil, 8. Platz 200 m Rücken, 8. Platz 4 x 200 m Freistil), Isabel Gose (Bronzemedaille 1.500 m Freistil, 5. Platz 400 m Freistil, 8. Platz 800 m Freistil), Florian Wellbrock (8. Platz), Bernd Berkhahn (Trainer), Norbert Warnatzsch (Trainer), Eicke Schiller (Physiotherapeut Schwimmen) | 3. September 2024  | |
| Imomudin Sattorov | Botschafter der Republik Tadschikistan in der Bundesrepublik Deutschland | 10. Oktober 2024   | |
| Tziki Avisar | Bürgermeister der israelischen Stadt Kiryat Motzkin; Anlässlich der Unterzeichnung des Städtepartnerschaftsvertrages mit Kiryat Motzkin | 8. November 2024   | Tziki Avisar bei der Eintragung ins Goldene Buch |
| Reinhard Stern, Michael Hoffmann, Andreas Schumann, Jürgen Canehl | Aus Anlass der Verleihung der Ehrenbezeichnung Ehrenstadtrat der Landeshauptstadt Magdeburg | 5. Dezember 2024   | |
| Wolfgang Hirschmann | Anlässlich der Verleihung des Georg-Philipp-Telemann-Preises und in Würdigung der grundlegenden, umfassenden und nachhaltigen Leistungen auf dem Gebiet der internationalen Telemann-Forschung | 2. März 2025       | |
| Eugen Schaal | Musiker und Mitglied der "Kellergeister"; In Anerkennung seiner Verdienste um die Kulturlandschaft Magdeburgs | 18. März 2025      | |
| Christian O’Sullivan, Sergey Hernández Ferrer, Nikola Portner, Isak Persson, Pablo Lange, Matthias Musche, Felix Claar, Manuel Zehnder, Tim Zechel, Gisli Kristjansson, Daniel Pettersson, Omar Ingi Magnusson, Antonio Serradilla Cuenca, Tim Hornke, Philipp Weber, Albin Lagergren, Lukas Mertens, Magnus Saugstrup, Michael Damgaard, Oscar Bergendahl, Bennet Wiegert, Yves Grafenhorst, Dino Spiranec, Lars Dammann, Daniel Müller, Andreas Grothe, Matthias Fehse, Tino Meyer, Anne Stutz, Stefan Wiegand, Marc-Henrik Schmedt, Steffen Stiebler, Dirk Roswandowicz, Bodmar Reichert | Die Handballer des SC Magdeburg anlässlich des Gewinns der Champions League 2025 | 16. Juni 2025      | |
| Lisa Batiashvili | anlässlich der Verleihung des Kaiser-Otto-Preises der Landeshauptstadt Magdeburg | 2. Juli 2025       | |
| Igor Levit | anlässlich der Verleihung des Kaiser-Otto-Preises der Landeshauptstadt Magdeburg | 2. Juli 2025       | |
| Christian Berkel | als Laudator anlässlich der Verleihung des Kaiser-Otto-Preises der Landeshauptstadt Magdeburg | 2. Juli 2025       | |
| Jean Asselborn | als Festredner anlässlich der Verleihung des Kaiser-Otto-Preises der Landeshauptstadt Magdeburg | 2. Juli 2025       | |
| Isabelle Rome | als Festrednerin anlässlich der Verleihung des Kaiser-Otto-Preises der Landeshauptstadt Magdeburg | 2. Juli 2025       | |

## Entfernte Einträge
Von 1931 bis 1949 wurden soweit bekannt die nachfolgenden Eintragungen vorgenommen. Die entsprechenden Seiten wurden jedoch entfernt und gelten als nicht auffindbar. Hintergrund dürfte das Ziel der Entfernung von Einträgen aus der Zeit der nationalsozialistischen Gewaltherrschaft sein, wobei jedoch auch Einträge vor 1933 mit entfernt wurden. Insgesamt fehlen etwa 60 Seiten.
| Person                                | Bezeichnung                                                                                             | Datum             |
| ------------------------------------- | --- | ----------------- |
| Hermann Beims und andere              | Magistrat der Stadt Magdeburg                                                                           | 10. Mai 1931      |
| Gerhart Hauptmann                     | Schriftsteller                                                                                          | 20. November 1932 |
| William Edward Dodd und US-Delegation | Botschafter der USA und Delegation der amerikanischen Vereinigung Töchter der amerikanischen Revolution | 21. Mai 1937      |
| Rudolf Heß                            | Reichsminister                                                                                          | 30. Oktober 1938  |

## Einträge im Erinnerungsbuch
Zwischen 1949 und 1985 wurde ein Erinnerungsbuch mit ähnlicher Funktion geführt, das jedoch in zeitgenössischen Veröffentlichungen ebenfalls als Goldenes Buch bezeichnet wurde. Nachfolgende Eintragungen sind bekannt:
| Person                                 | Bezeichnung                                                                  | Datum             |
| -------------------------------------- | ---------------------------------------------------------------------------- | ----------------- |
| German Titow                           | sowjetischer Kosmonaut                                                       | 3. September 1961 |
| Oberligamannschaft des 1. FC Magdeburg | für das Erkämpfen des Titels Fußballmeister der DDR in der Spielzeit 1971/72 | 3. Juni 1972      |
| Herbert Wahrendorf                     | Handballspieler und Pädagoge, Eintrag anlässlich seines 60. Geburtstags      | 1979              |